# Babits Mihály

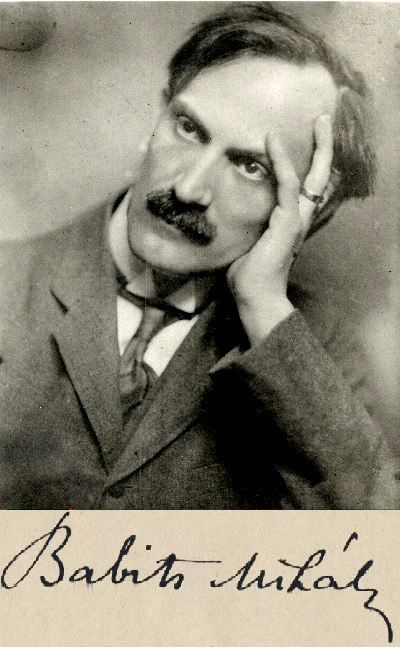
arcképe és aláírása 1935-ből

Szentistváni Babits Mihály László Ákos (Szekszárd, 1883. november 26. – Budapest, Krisztinaváros, 1941. augusztus 4.) költő, író, irodalomtörténész, műfordító, a 20. század eleji magyar irodalom jelentős alakja, a Nyugat első nemzedékének tagja, a Magyar Tudományos Akadémia levelező tagja (1940). Török Sophie (Tanner Ilona) férje, Babits Ildikó nevelőapja.

## Élete
Édesapja, id. Babits Mihály István (1844-1898) törvényszéki bíró volt (később a budapesti ítélőtáblához nevezték ki, majd a királyi tábla decentralizációja következtében, 1891-ben Pécsre helyezték), édesanyja Kelemen Auróra (művelt, versszerető – betéve tudta Puskin Anyeginjét, a Toldi szerelmét, A délibábok hősét). Rokonságban állt Buday Dezső jogásszal. Anyai ágon Szigligeti Ede távoli unokatestvére, mivel az ő édesanyja is egy szerepi Kelemen lány volt. Testvérei Babits Angelika Irén Sarolta (1886-1935), Babits Olga (1893-1894) és Babits István (1895-1983). 
Az elemi iskolát Pesten kezdte, de nyolcévesen, 1891-ben szüleivel Pécsre költözött. A Váradi Antal és a Zrínyi Miklós utca sarkán álló kis földszintes, egyablakos házrészben laktak, amely korábban valószínűleg cselédszoba lehetett; a házban Babits anyai nagybátyja, az agglegény Kelemen Mihály honvéd főtörzsorvos élt egyedül. A leendő költő a pécsi belvárosi iskola harmadik és negyedik elemi osztályába járt, közben Decleva Karolina és férje házában volt kosztos diák.[forrás?] 1893 szeptemberétől járt a ciszterciek gimnáziumának nyolc osztályába. Ötödikes gimnazista volt, amikor édesapja meghalt, ekkor édesanyja két gyermekével visszaköltözött anyai nagyapjához, Kelemen József szekszárdi házába, ahol a nagyanya (született Rácz Innocentia, Cenci néni a Halálfiaiból) fogta össze a családot. Ekkor Babitsot Mihály nagybátyja fogadta magához mint kosztos diákot, így fejezhette be a ciszterci gimnáziumot, 1901-ben érettségizett.
Érettségi után a budapesti Pázmány Péter Tudományegyetem Bölcsészettudományi Karán magyar–francia (az utóbbi helyett később latin) szakos hallgató lett. Négyesy László híres stílusgyakorlat-óráin ismerkedett meg Juhász Gyulával és Kosztolányi Dezsővel. Latin–magyar szakon szerzett diplomát. A századfordulótól írt verseket, de ezeket nem publikálta. Baján, Szekszárdon, Újpesten, Pesten, Szegeden (1906–1908) dolgozott gimnáziumi tanárként. Ezután Fogarason, majd 1911–1916 között az Újpesti Könyves Kálmán Gimnázium, a budapesti tisztviselőtelepi, végül a Munkácsy Mihály utcai gimnáziumban tanított. Első művei a Nagyváradon kiadott A Holnap című antológiában jelentek meg (1908).

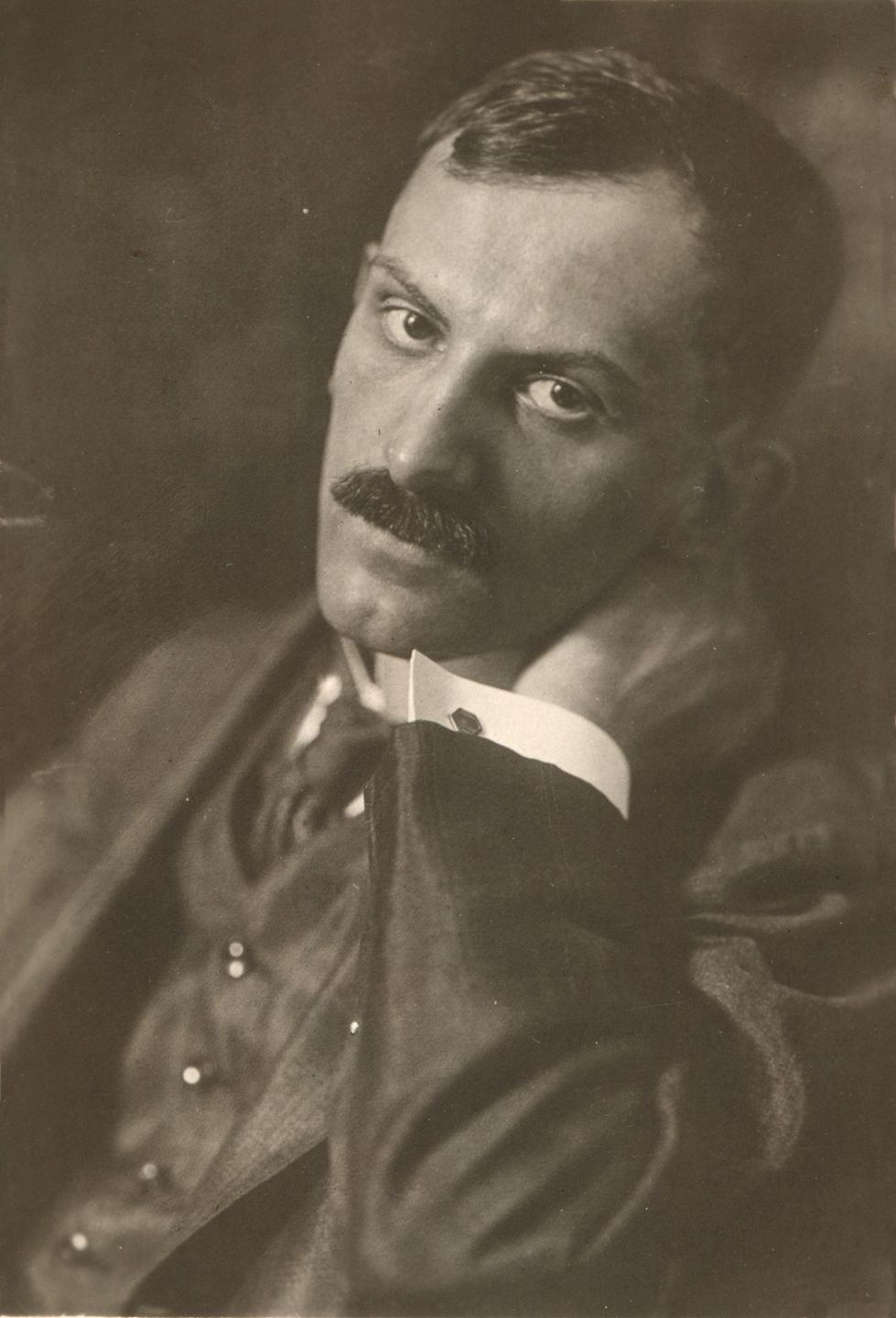
Babits Mihály 1914-ben (Székely Aladár felvétele)

1909-ben jelent meg első kötete Levelek Iris koszorújából címmel. 1911 folyamán adta ki második kötetét (Herceg, hátha megjön a tél is). Ekkor még főállásban tanított az újpesti Könyves Kálmán Gimnáziumban. 1913-ban írta meg első regényét A gólyakalifa címmel (csak 1916-ban jelent meg). Ebben az évben kezdte el lefordítani Dante Isteni színjátékát antik olasz eredetiből (1913-ban jelent meg a Pokol, 1920-ban a Purgatórium, 1923-ban a Paradicsom). Fordításáért az olasz állam kitüntette, megkapta a San Remo-díjat (1940-ben utazott ki érte, Sanremóba). Játszottam a kezével című, 1915-ös szerelmes verse megjelenésekor (az első világháború második évében) hazafiatlansággal vádolták, s elvesztette tanári állását. Harmadik verseskötete, a Recitativ 1916-ban jelent meg.

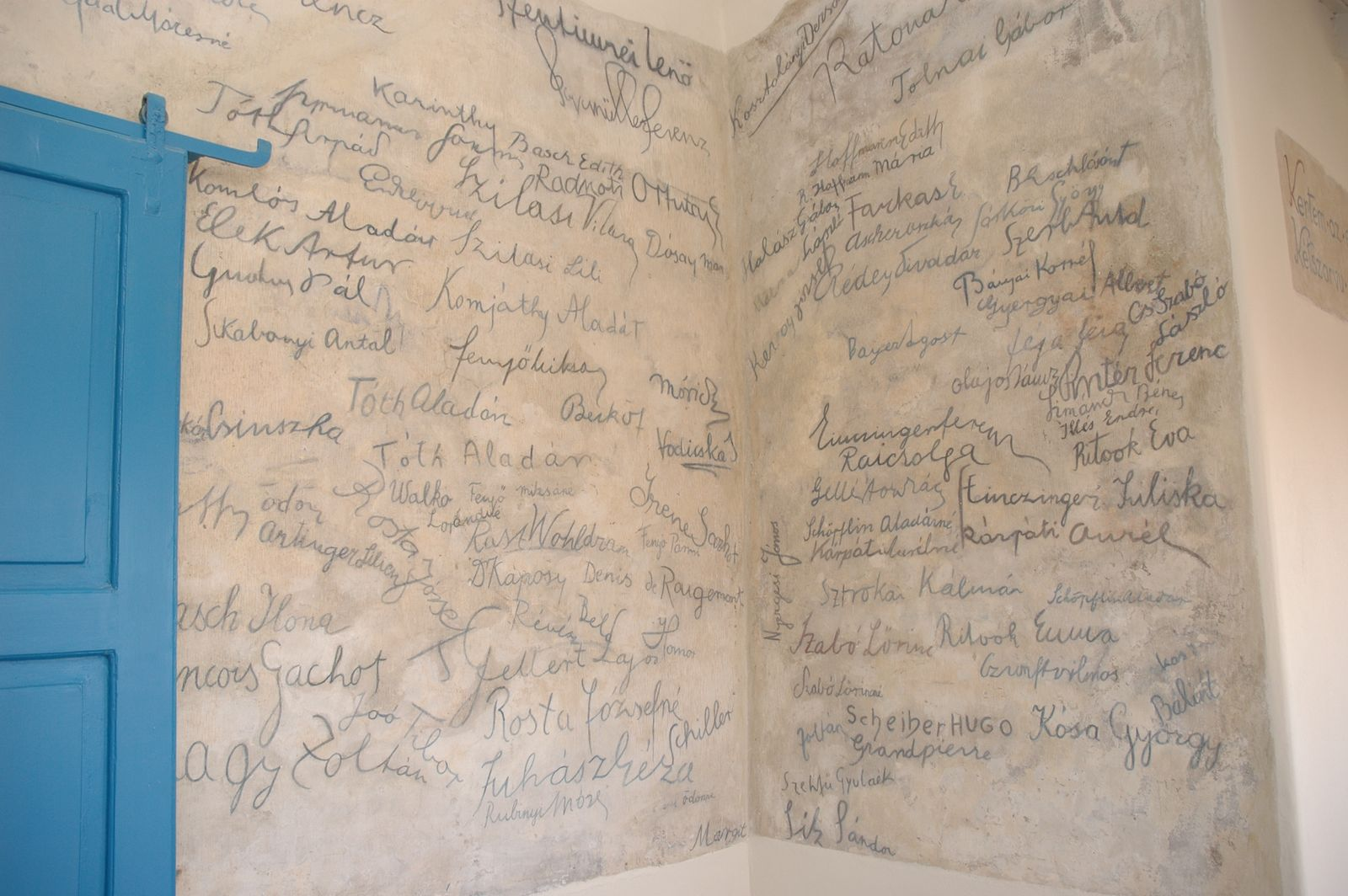
Az autogramfal a költő esztergomi házában

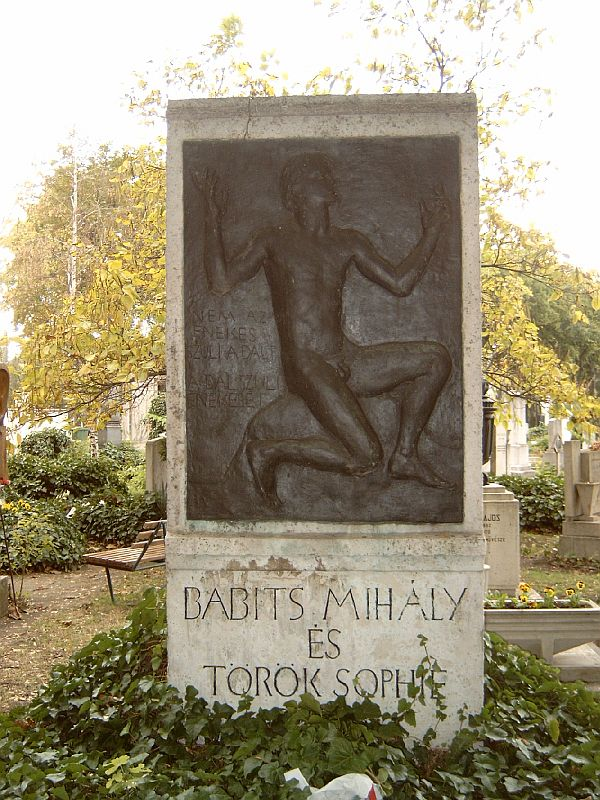
Babits Mihály és felesége, Török Sophie sírja Budapest, Kerepesi temető: 34-1-30, Ferenczy Béni alkotása

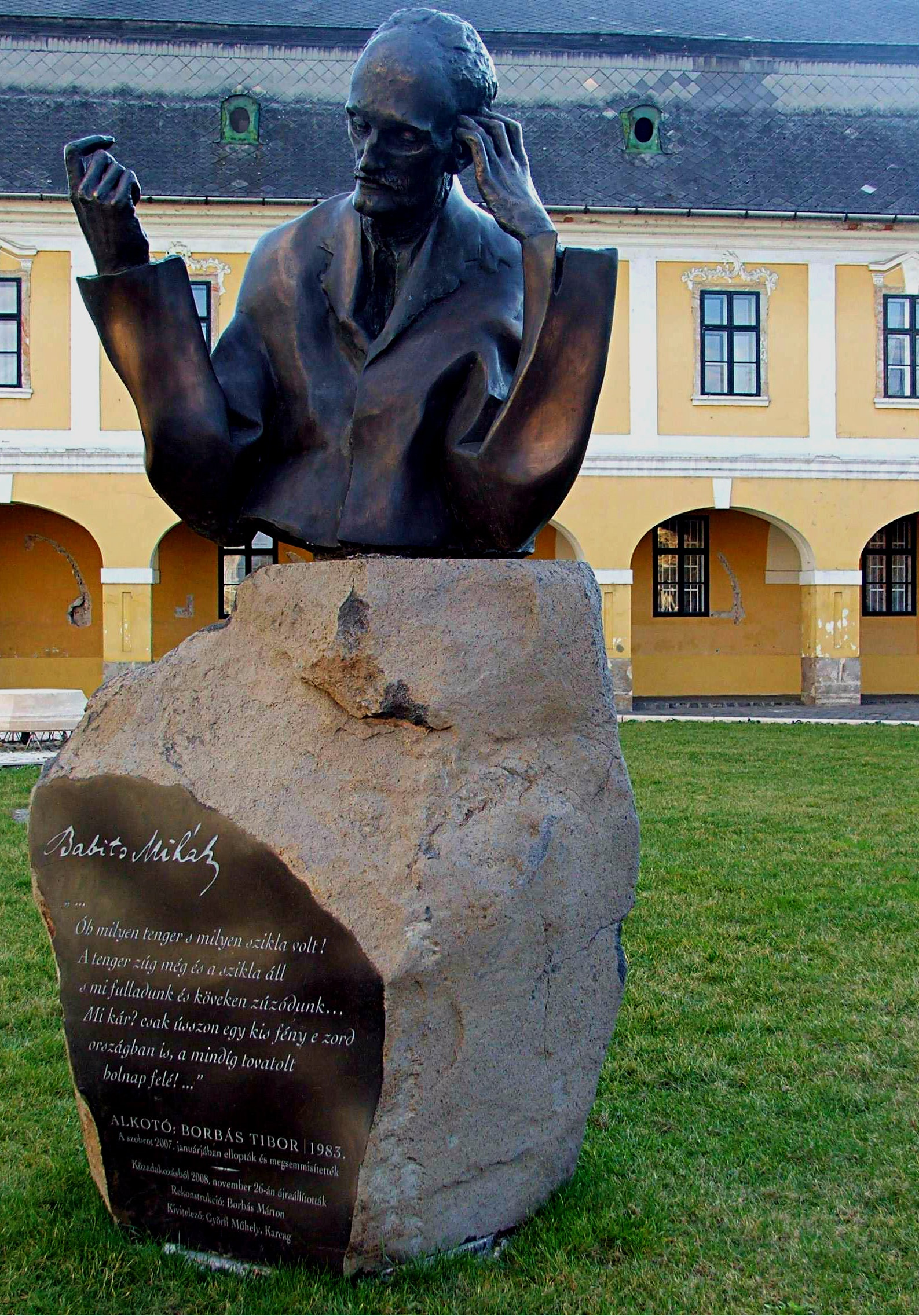
A költő 2007-ben ellopott, majd születésének 125. évfordulójára újraöntött esztergomi szobra, Borbás Tibor alkotása

1918-as megalakulásakor a Vörösmarty Akadémia alelnöke, 1925-ben elnöke. 1930-ban a Kisfaludy Társaság rendes tagja. 1920 februárjától kizárásáig rendes tagja volt a Petőfi Társaságnak. A Nyugat főmunkatársa, majd 1919-ben egyetemi tanár, de csak a tanácsköztársaság bukásáig.
1919–1920 között rövid ideig Ady özvegyével, Boncza Bertával, Csinszkával tartott fenn szerelmi viszonyt. Ezt követően a vele egy lakásban élő titkára, Szabó Lőrinc menyasszonyát, Tanner Ilonát (írói álnevén Török Sophie) kérte feleségül. 1921. január 15-én Budapesten, a Józsefvárosban házasodtak össze. 1928-ban titokban örökbe fogadják felesége testvérének gyermekét, Babits Ildikót, akit haláláig a sajátjaként nevel. Ezt megelőzően, még 1924-ben az esztergomi Előhegyen vettek nyaralót, ahol a költő haláláig sokat időztek, Babits számos műve itt született, aki ettől kezdve a város kulturális életének meghatározó alakja lett. Alapító tagja volt a városban máig működő Balassa Társaságnak. Esztergomi házában több híres írót, költőt, művészt fogadott, akik mind aláírták az úgynevezett autogramfalat. A nyaraló ma Babits Mihály Emlékházként működik.
1927-től a Baumgarten-alapítvány kurátoraként dolgozott, így a magyar irodalmi életben nagy befolyásra tett szert. Sokan kritikaként róják fel Babitsnak, hogy elsősorban az ő befolyása miatt nem részesült József Attila sosem a Baumgarten-díjban. Munkatársa volt a Benedek Marcell főszerkesztésében, 1927-ben megjelent Irodalmi Lexikonnak is.
1931-ben a harmincéves érettségi találkozójára nem ment el Pécsre, de az eseményt megörökítette a Harmincéves pécsi érettségi találkozóra című versében.

1931-ben a Janus Pannonius Irodalmi Társaság pécsi alakuló közgyűlésén a Kisfaludy Társaság nevében beszélve így fogalmazott Janus Pannoniusról:

„Nem tudnék nevet, mely jobban kifejezné az övénél azt, amire ma is szükségünk van: hív és büszke megállásra a régi szent európai kultúra kincses szigetein, minden vad és nyers és új erők között és ellenükre: mert ez a renaissance.”

1933-ban írta utolsó regényét, az Elza pilóta vagy a tökéletes társadalom című antiutópiát egy állandó háborúban élő, kilátástalan világról. Az események egy meghatározatlan társadalomban játszódnak, ahol a háborúban a férfiak zöme már meghalt, így a nők is katonai szolgálatot teljesítenek. Elza pilótaként fogságba esik, így saját szülővárosát kell bombáznia.
1929-től lett főszerkesztője a Nyugatnak, a kor legmeghatározóbb magyar irodalmi folyóiratának. Lírájára amúgy is jellemző pesszimizmusát tovább fokozta a diagnózis, hogy gégerákban szenved. 1938-ban gégeműtéten esett át, ami után képtelen volt beszélni, ezért beszélgetőfüzetén keresztül érintkezett másokkal. Abban az évben jelent meg a Jónás könyve. 1937-től haláláig az Attila úti otthonában élt, a Vérmező mellett. 1941. augusztus 4-én a hegyvidéki Kékgolyó utcai Siesta Szanatóriumban halt meg.

## Költészete

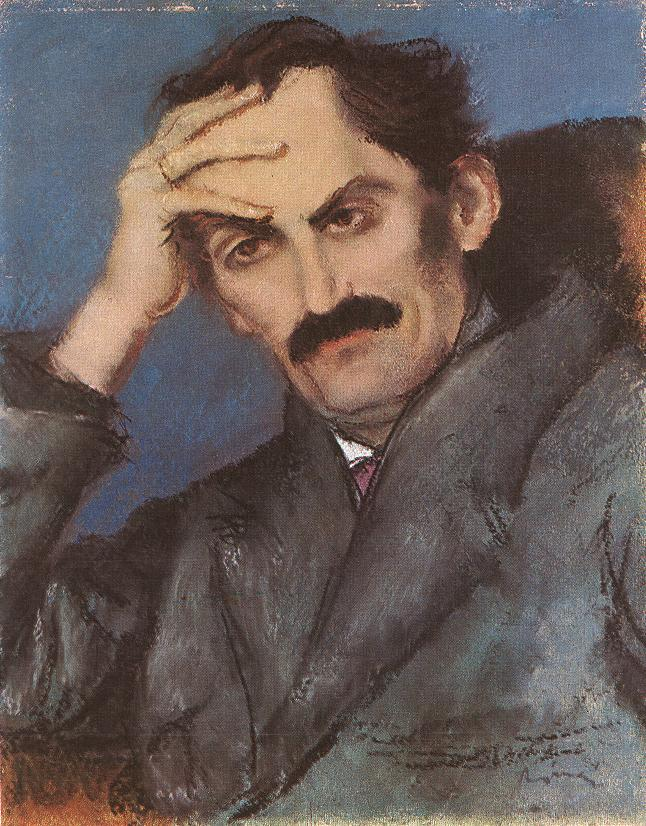
Rippl-Rónai József portréja Babits Mihályról (1923)

Költészete évtizedeken át a magyar líra élvonalában állt. Értelmi gazdagság, sokszínűség és csiszolt verskultúra jellemzi. Korai éveiben a személytelen líra meghonosítására törekedett, erkölcsi felelősségtudattól áthatott, személyes arculata – erős érzelmi hatás egyidejű megjelenésével – inkább csak a háborús évektől jellemzi lírájának egy részét. Fortissimo című verséért – amelyben az első világháború tombolásának meg nem akadályozása miatt Istennel is pörbe szállt – vallás elleni vétség címen indítottak ellene eljárást; ugyanakkor művei sokaságában vall közvetetten vagy közvetlenül is alapjában katolikus világszemléletéről. Elmélyült gondolkodása érvényesült részben filozófiai tárgyú esszéiben és az európai irodalom áttekintésében. Kísérletező készsége hagyományos és modern törekvések ötvözeteit nyújtó prózai írásaiban is megnyilatkozott. Legértékesebb prózai műve a Halálfiai című családregény. Eltérő korokból, s több nyelvből való fordításai – melyek alkalmanként az önkényességnek, illetve az önálló alkotásnak is teret adnak – líraiakon kívül drámai műveket is magukba foglalnak; kiemelkedő alkotása Dante: Isteni színjátékának tolmácsolása és az Amor Sanctus. Másképp újította meg a magyar költészetet is, távol állt tőle a prófétai magatartás, sokkal inkább a gondolati filozófiai mélység jellemezte költészetét. A századelő legműveltebb magyar írója, a Nyugat írói körében poéta doctus (tudós költő).
Klasszicista lírikus, nagyra becsülte a kulturális hagyományt, de szüntelenül új versformákkal próbálkozott. Egyaránt biztonsággal kezelte az antik versmértéket, a hangsúlyos magyaros ritmust, és a modern mértékes verselést is. Költészetére mégis tárgyias-intellektuális megközelítési mód jellemző. Fiatal korában l'art pour l'art vádja érte, azonban ez igaztalan vád volt, mert formakultúrája nem művészet a művészetért, hanem művészet az emberért.
Babits költészetét tekintve különböző korszakokat jellemezhetünk.
1. Levelek Íris koszorújából: Íris egy görög istennő, aki Hermész női párja. Íris a szivárvány istennője, és a hírvivő szerepét tölti be. Ezeket értelmezve a kötet tulajdonságaira következtethetünk: rendkívül gyors, változékony és sokszínű. Ugyanúgy a világ is ezeket a tulajdonságokat hordozza, a költő feladata pedig az, hogy utat mutasson. Ide tartoznak a következő versek: 
  - In Horatium
  - A lírikus epilógja
2. Babits, a filozofikus költő: Filozofikus nézetek sok versében megjelennek, ezért szoktuk filozofikus költőnek is nevezni. Babits Bergson alapjait követi. Ő volt az, aki megkülönböztet objektív (mérhető) és szubjektív (megélt) időt. A múlt benne él a jelenben, nem tudjuk magunkat függetleníteni tőle, hatást gyakorol ránk – ez a teremtő idő. Ide tartozik a következő vers:
  - Esti kérdés
3. Háborúellenes versek: Babits kezdettől fogva háborúellenes. Egyik legismertebb ilyen témájú verse a Húsvét előtt. 1916 márciusában olvasta fel nyilvánosan a Zeneakadémián. Ehhez a korszakhoz tartozik még a Fortissimo is.
4. Sziget és tenger: Babits költészete a világháború után elkomorul. Ennek okai a magyar sorstragédia és saját betegsége. A költő elzárkózik a külvilágtól, erre utal a kötet címe is. A művész jelképe lesz a sziget, ami elhatárolódik a környezettől – a magánélet nyugalmát és az idillt keresi. Új témák jelennek meg a költészetében, például szociális érzékenység, az elesettek és a humánum védelme. Stílusa egyszerűsödik, klasszicizálódik. Ide tartoznak a következő versek:
  - A gazda bekeríti házát
  - Cigány a siralomházban
  - Mint különös hírmondó
  - Ősz és tavasz között
  - Jónás könyve

## Emlékezete
- Babits emlékére írta Radnóti Miklós Csak csont és bőr és fájdalom, Babits Mihály halálára című költeményét
- 1941 októberében Illyés Gyula szerkesztésében Babits-emlékkönyvet adtak ki 2000 számozott példányban[22]
- Halála után nem sokkal utcát neveztek el róla Pécsett.[17]
- 1956-ban emléktáblával jelölték meg a pécsi Váradi Antal és Zrínyi Miklós utca sarkán álló hajdani diákszobáját.[17]
- Márványtábla a pécsi Nagy Lajos Gimnázium lépcsőfeljárójának falán.[17]
- Borsos Miklós Babits mellszobra Pécsett.[17]
- Babits Mihályról nevezték el Pécsett az egyetem uránvárosi gyakorló gimnáziumát.[17]
- Oszlop a pécsi Király és Nagy Flórián utca sarkán, felirata „Ki látta pécsi utcán a kis Babits Misit? Sötétedő pécsi utcában nagy rajztáblájával öt után.”.[17]
- Emlékparkja (szoborral) Budapesten
- Emlékmű-szobra Esztergomban
- Két (egész alakos illetve mellszobra) Szekszárdon (Farkas Pál alkotásai[23][24])
- 2017 májusában Babits Mihály Kamaratársulat néven alapították meg Esztergom kamaraszínházi társulatát.[25]
- Babits Mihály nevét gimnázium viseli Káposztásmegyeren.
- 2024 óta nevét viseli a 202790 Babits kisbolygó.[26]

### Emléktáblák

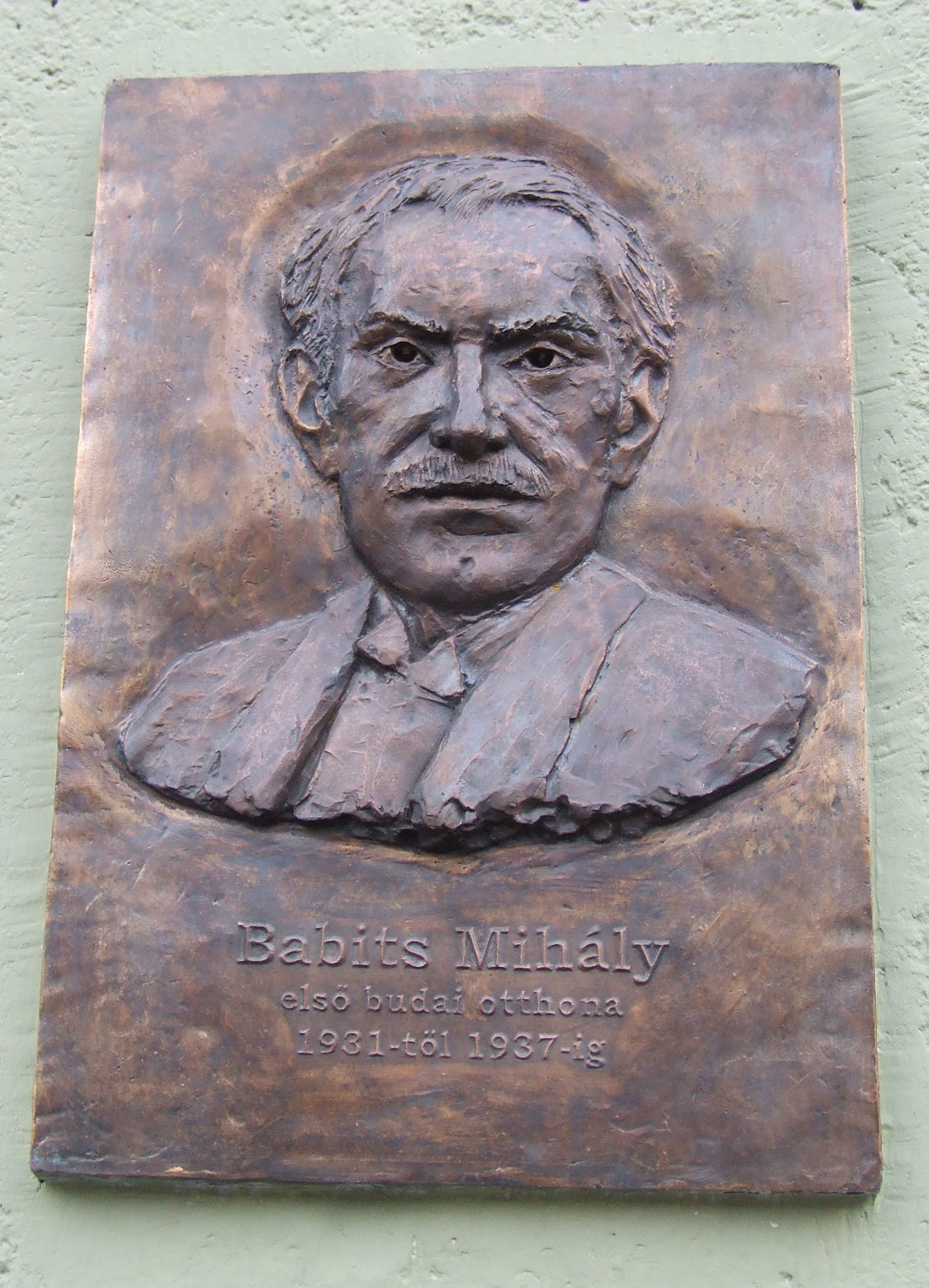
Budapest, Attila út 133.
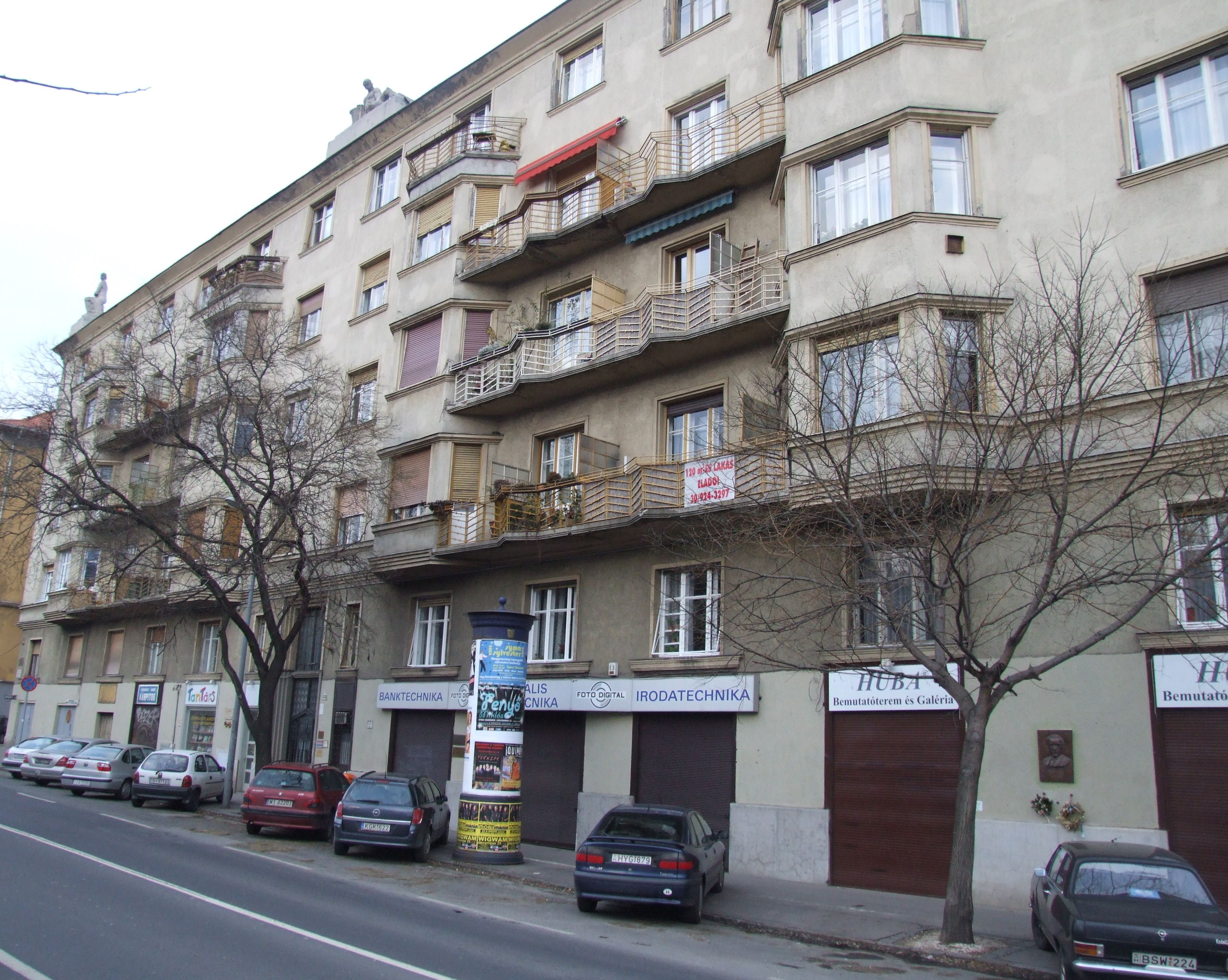
Budapest, Attila út 133. korábban: Attila krt. 95–99.
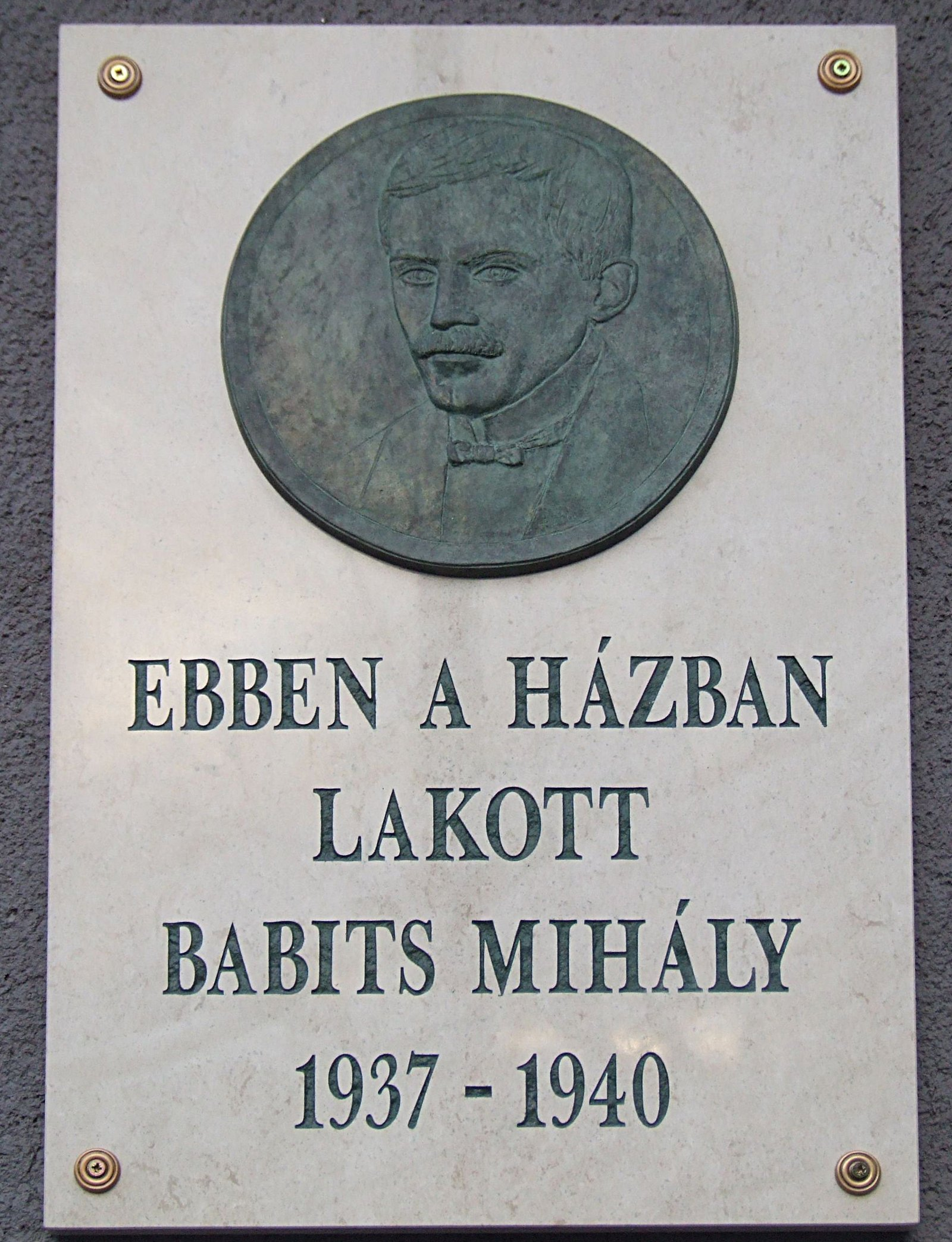
Budapest, Attila út 103. korábban: Attila krt. 65/B
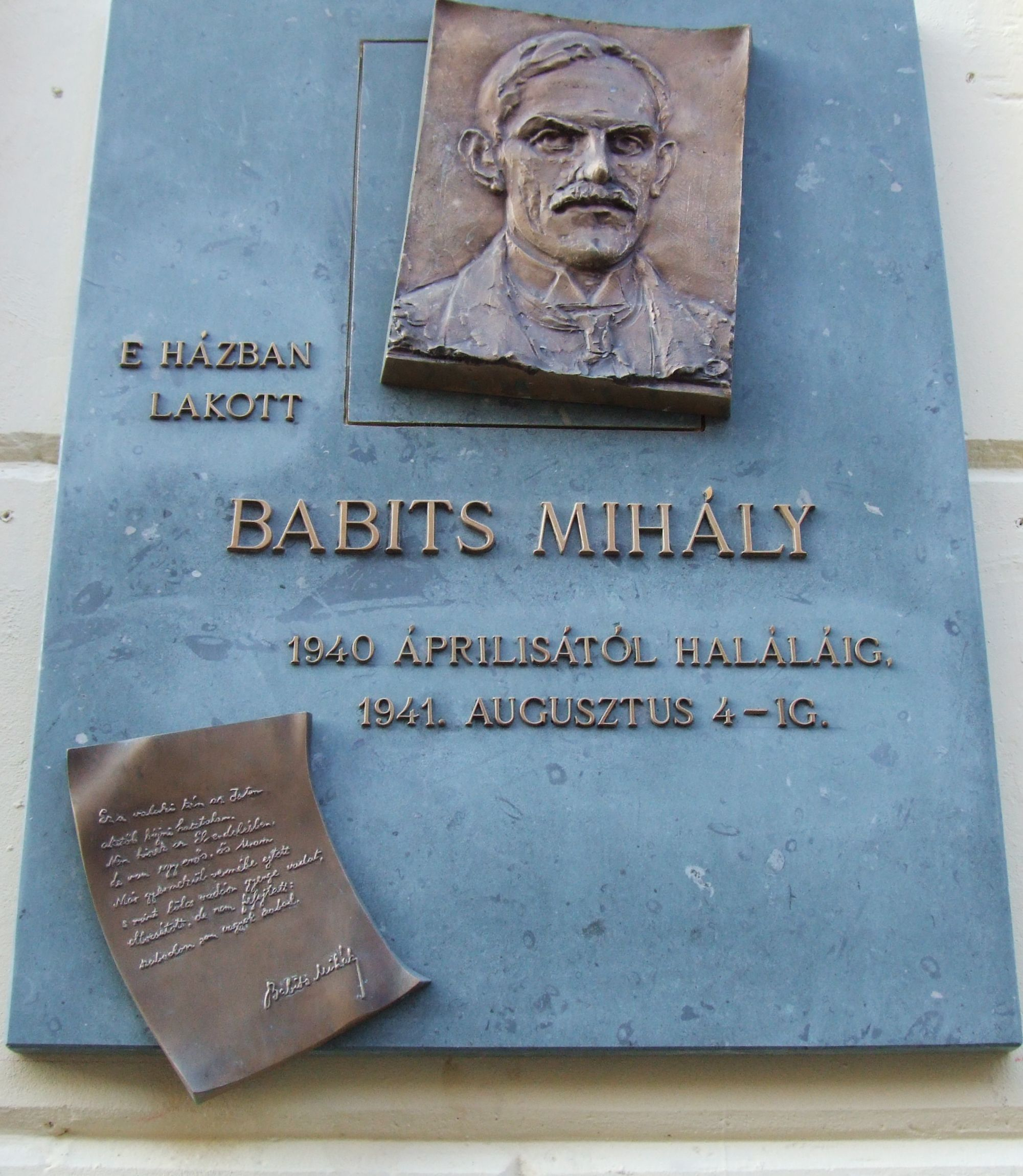
Budapest, Logodi utca 31.
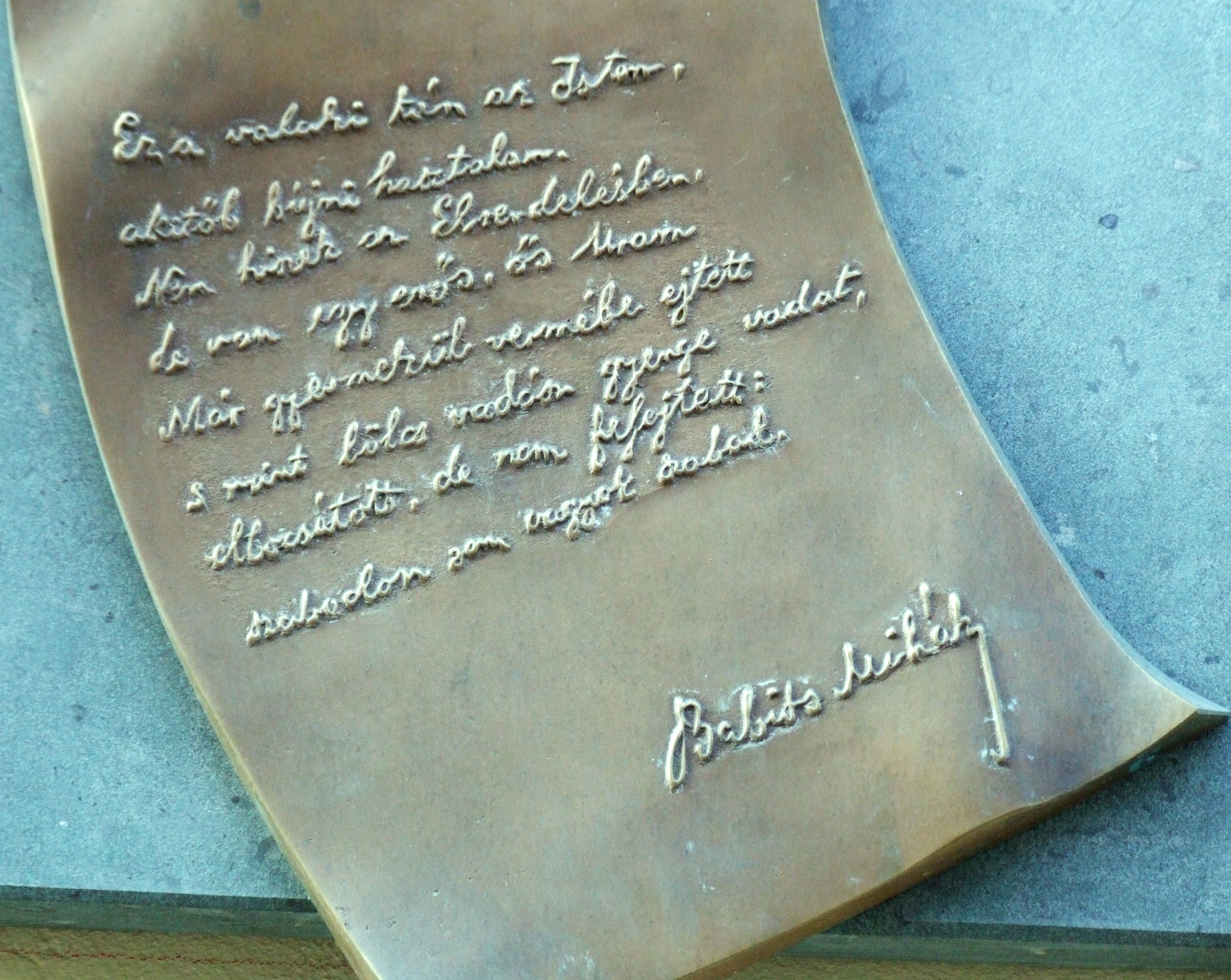
Halála előtt egy évvel költöztek a Logodi utcába
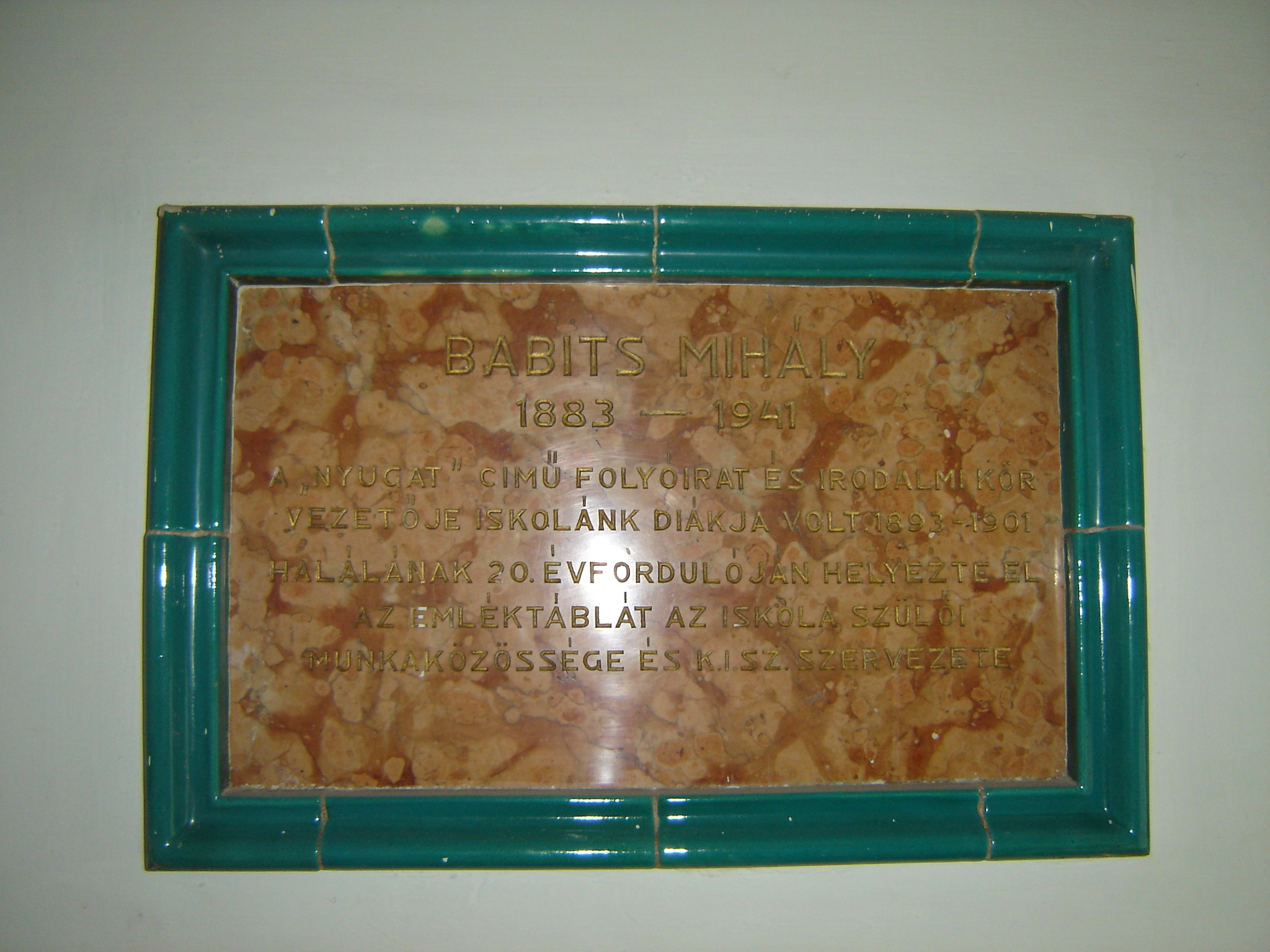
A Ciszterci Rend Nagy Lajos Gimnáziumában Pécs, Széchenyi tér 11.
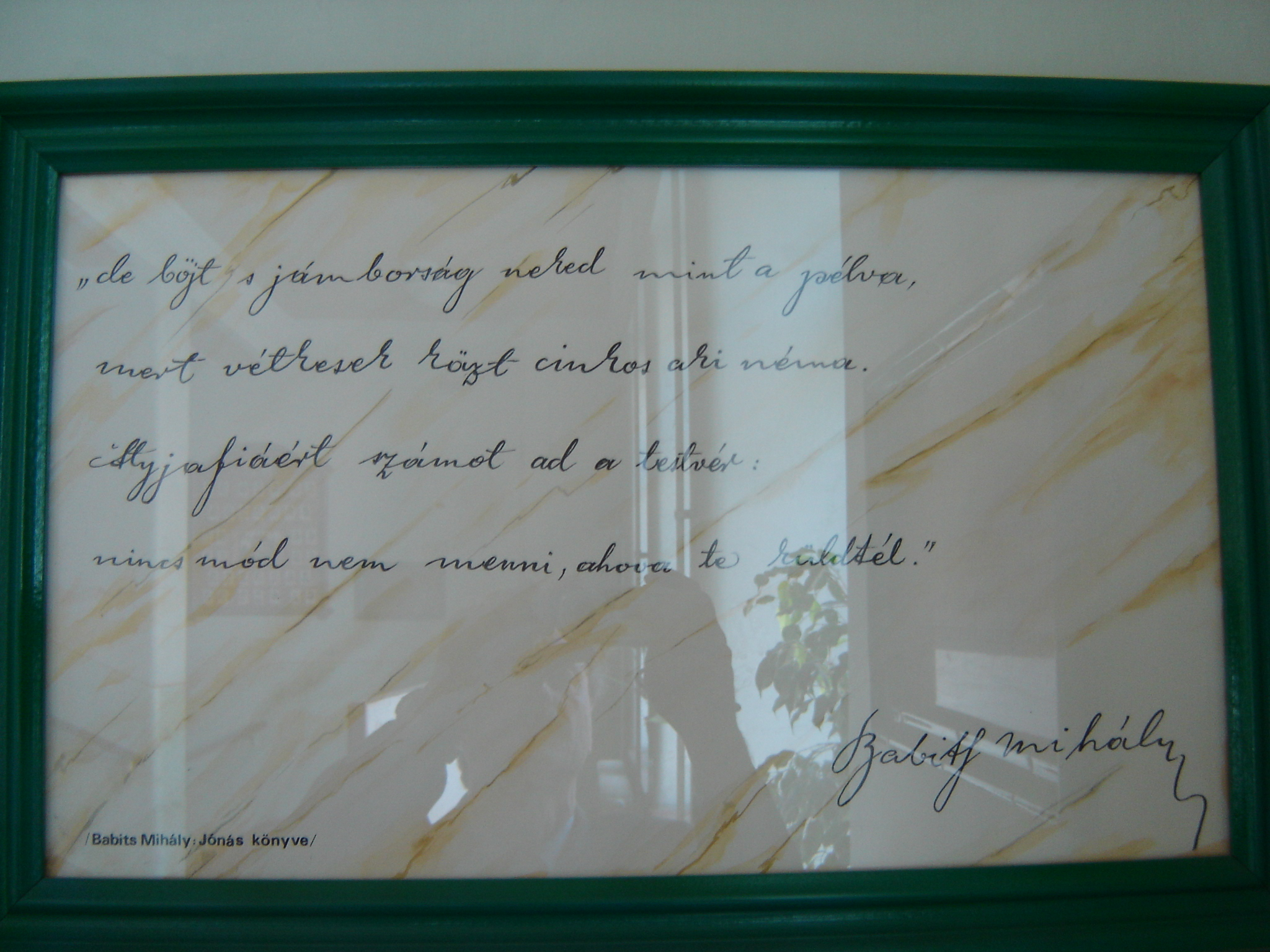
A Ciszterci Rend Nagy Lajos Gimnáziumában Pécs, Széchenyi tér 11.
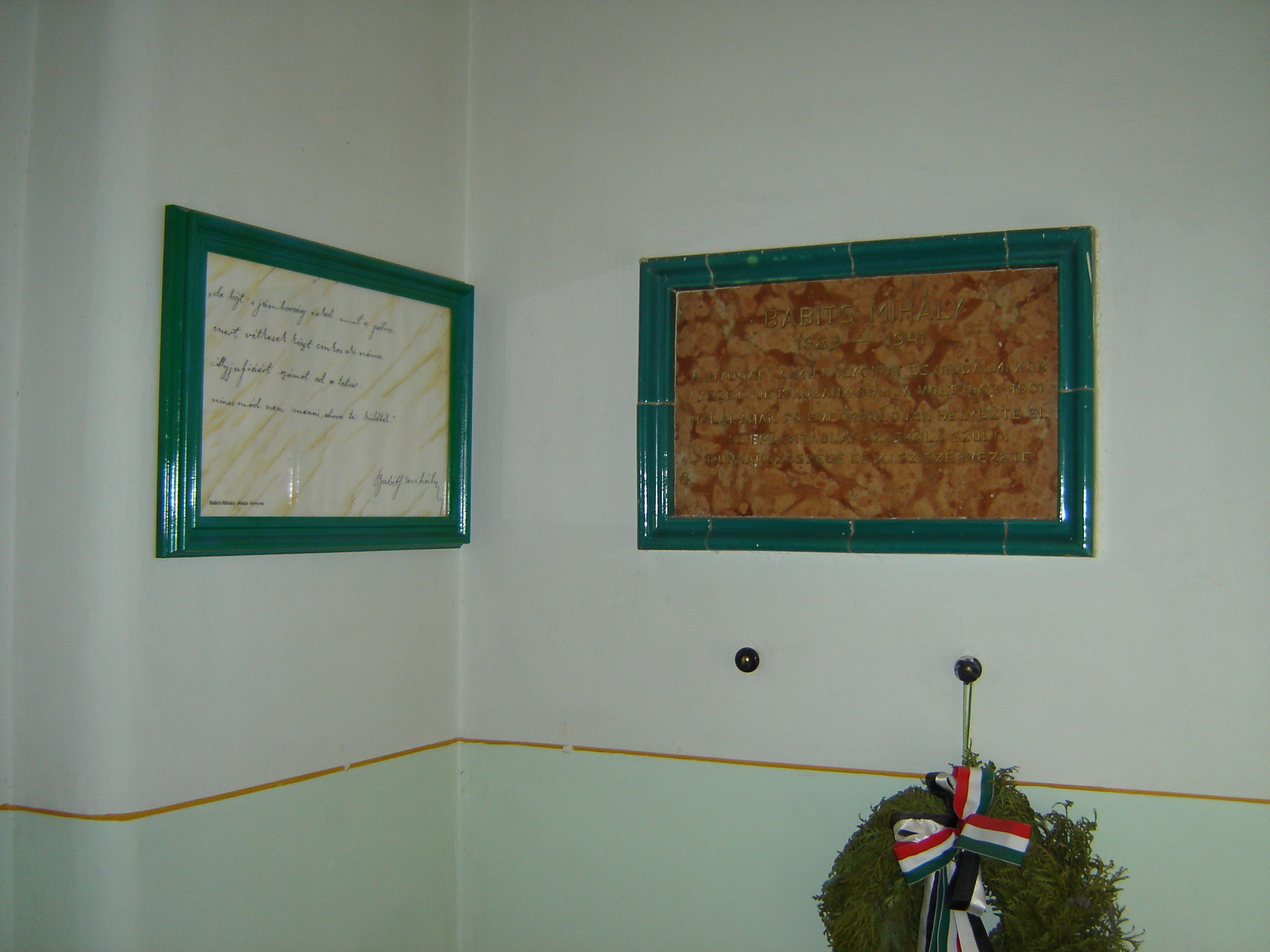
A Ciszterci Rend Nagy Lajos Gimnáziumában Pécs, Széchenyi tér 11.
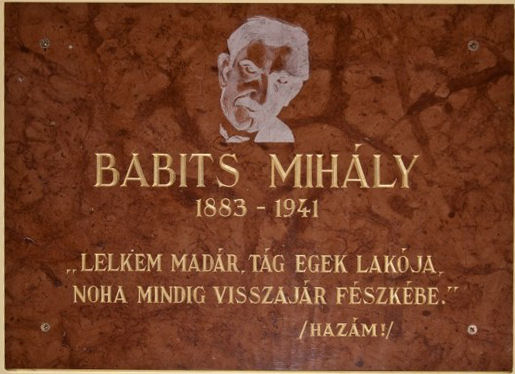
Esztergom, Babits Mihály Ált. Iskola

### Szobrok

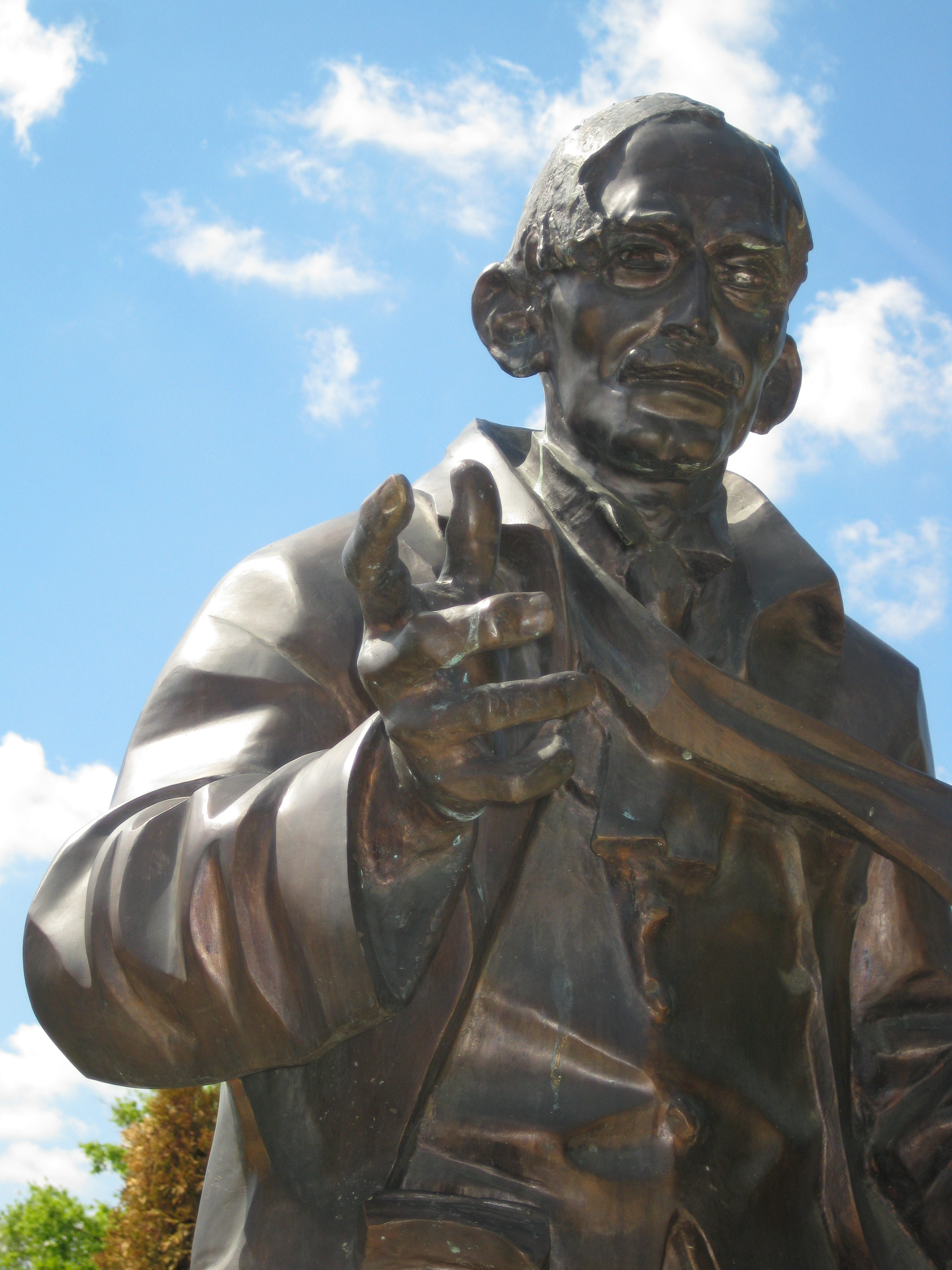
Emlékpark és szobor Budapest, Vérmező
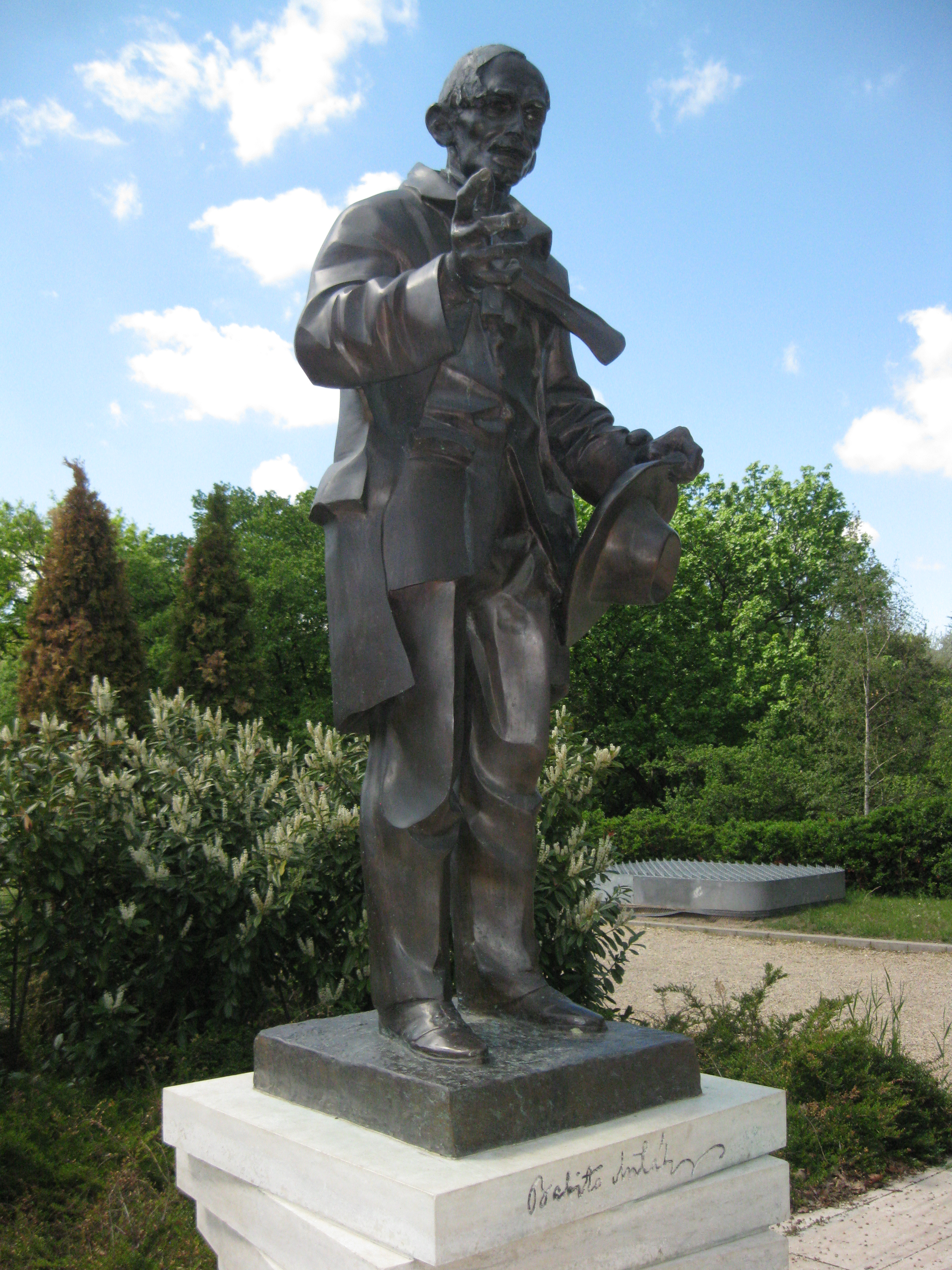
Emlékpark és szobor Budapest, Vérmező

## Származása
| Babits Mihály (Szekszárd, 1883. nov. 26.– Budapest, 1941. aug. 4.) költő, író, műfordító, irodalomtörténész, r. k. | Apja: Babits Mihály (Szekszárd, 1844. dec. 18.– Pécs, 1898. máj. 12.) jogász, királyi ítélőtáblai bíró, r. k.         | Apai nagyapja: Babits Mihály (Szekszárd, 1812. aug. 11.– Szekszárd, 1872. szept. 14.) vármegyei főpénztárnok                                                                   | Apai nagyapai dédapja: nemes Babits Mihály (Nagykanizsa, 1768. aug. 31.– Szekszárd, 1830) orvos, Tolna megye főfizikusa (főorvosa) |
| Babits Mihály (Szekszárd, 1883. nov. 26.– Budapest, 1941. aug. 4.) költő, író, műfordító, irodalomtörténész, r. k. | Apja: Babits Mihály (Szekszárd, 1844. dec. 18.– Pécs, 1898. máj. 12.) jogász, királyi ítélőtáblai bíró, r. k.         | Apai nagyapja: Babits Mihály (Szekszárd, 1812. aug. 11.– Szekszárd, 1872. szept. 14.) vármegyei főpénztárnok                                                                   | Apai nagyapai dédanyja: Essler (Engel) Rozália (Szekszárd, 1772. jan. 14.–1847)                                                    |
| Babits Mihály (Szekszárd, 1883. nov. 26.– Budapest, 1941. aug. 4.) költő, író, műfordító, irodalomtörténész, r. k. | Apja: Babits Mihály (Szekszárd, 1844. dec. 18.– Pécs, 1898. máj. 12.) jogász, királyi ítélőtáblai bíró, r. k.         | Apai nagyanyja: Blazsovits Erzsébet (Szekszárd, 1816. nov. 12.– Kalocsa, 1894. nov. 27.) r. k.                                                                                 | Apai nagyanyai dédapja: Blazsovits Mátyás (1760 k. – ?) szekszárdi céhmester                                                       |
| Babits Mihály (Szekszárd, 1883. nov. 26.– Budapest, 1941. aug. 4.) költő, író, műfordító, irodalomtörténész, r. k. | Apja: Babits Mihály (Szekszárd, 1844. dec. 18.– Pécs, 1898. máj. 12.) jogász, királyi ítélőtáblai bíró, r. k.         | Apai nagyanyja: Blazsovits Erzsébet (Szekszárd, 1816. nov. 12.– Kalocsa, 1894. nov. 27.) r. k.                                                                                 | Apai nagyanyai dédanyja: Váli Ilona                                                                                                |
| Babits Mihály (Szekszárd, 1883. nov. 26.– Budapest, 1941. aug. 4.) költő, író, műfordító, irodalomtörténész, r. k. | Anyja: szerepi Kelemen Auróra-Hajnalka Paulina Eufrozina (Szekszárd, 1855. jún. 30. – Szekszárd, 1945. dec. 1.) r. k. | Anyai nagyapja: szerepi Kelemen József (Szakcs, 1828. ápr. 17.– Szekszárd, 1876. dec. 31.) 1848-as honvéd, a 36. zászlóalj főhadnagya, ügyvéd, főszolgabíró, törvényszéki bíró | Anyai nagyapai dédapja: szerepi Kelemen Mihály (Fadd, 1798. jan. 1.– Pécs, 1879. febr. 17.) a pécsi káptalani uradalom számtartója |
| Babits Mihály (Szekszárd, 1883. nov. 26.– Budapest, 1941. aug. 4.) költő, író, műfordító, irodalomtörténész, r. k. | Anyja: szerepi Kelemen Auróra-Hajnalka Paulina Eufrozina (Szekszárd, 1855. jún. 30. – Szekszárd, 1945. dec. 1.) r. k. | Anyai nagyapja: szerepi Kelemen József (Szakcs, 1828. ápr. 17.– Szekszárd, 1876. dec. 31.) 1848-as honvéd, a 36. zászlóalj főhadnagya, ügyvéd, főszolgabíró, törvényszéki bíró | Anyai nagyapai dédanyja: Hamulyák Tekla (1806 k. – Pécs, 1875. júl. 25.)                                                           |
| Babits Mihály (Szekszárd, 1883. nov. 26.– Budapest, 1941. aug. 4.) költő, író, műfordító, irodalomtörténész, r. k. | Anyja: szerepi Kelemen Auróra-Hajnalka Paulina Eufrozina (Szekszárd, 1855. jún. 30. – Szekszárd, 1945. dec. 1.) r. k. | Anyai nagyanyja: hidvégi Rácz Innocencia Viktória („Cenci néni”) (Zomba, 1832. febr. 21.– Szekszárd, 1912. jan. 19.)                                                           | Anyai nagyanyai dédapja: hidvégi Rácz (Raácz) József (1796 k. – Szekszárd, 1884. ápr. 7.) főszolgabíró, királyi törvényszéki bíró  |
| Babits Mihály (Szekszárd, 1883. nov. 26.– Budapest, 1941. aug. 4.) költő, író, műfordító, irodalomtörténész, r. k. | Anyja: szerepi Kelemen Auróra-Hajnalka Paulina Eufrozina (Szekszárd, 1855. jún. 30. – Szekszárd, 1945. dec. 1.) r. k. | Anyai nagyanyja: hidvégi Rácz Innocencia Viktória („Cenci néni”) (Zomba, 1832. febr. 21.– Szekszárd, 1912. jan. 19.)                                                           | Anyai nagyanyai dédanyja: Mirth Jozefa (1794 k. – Szekszárd, 1870. szept. 6.)                                                      |

## Művei

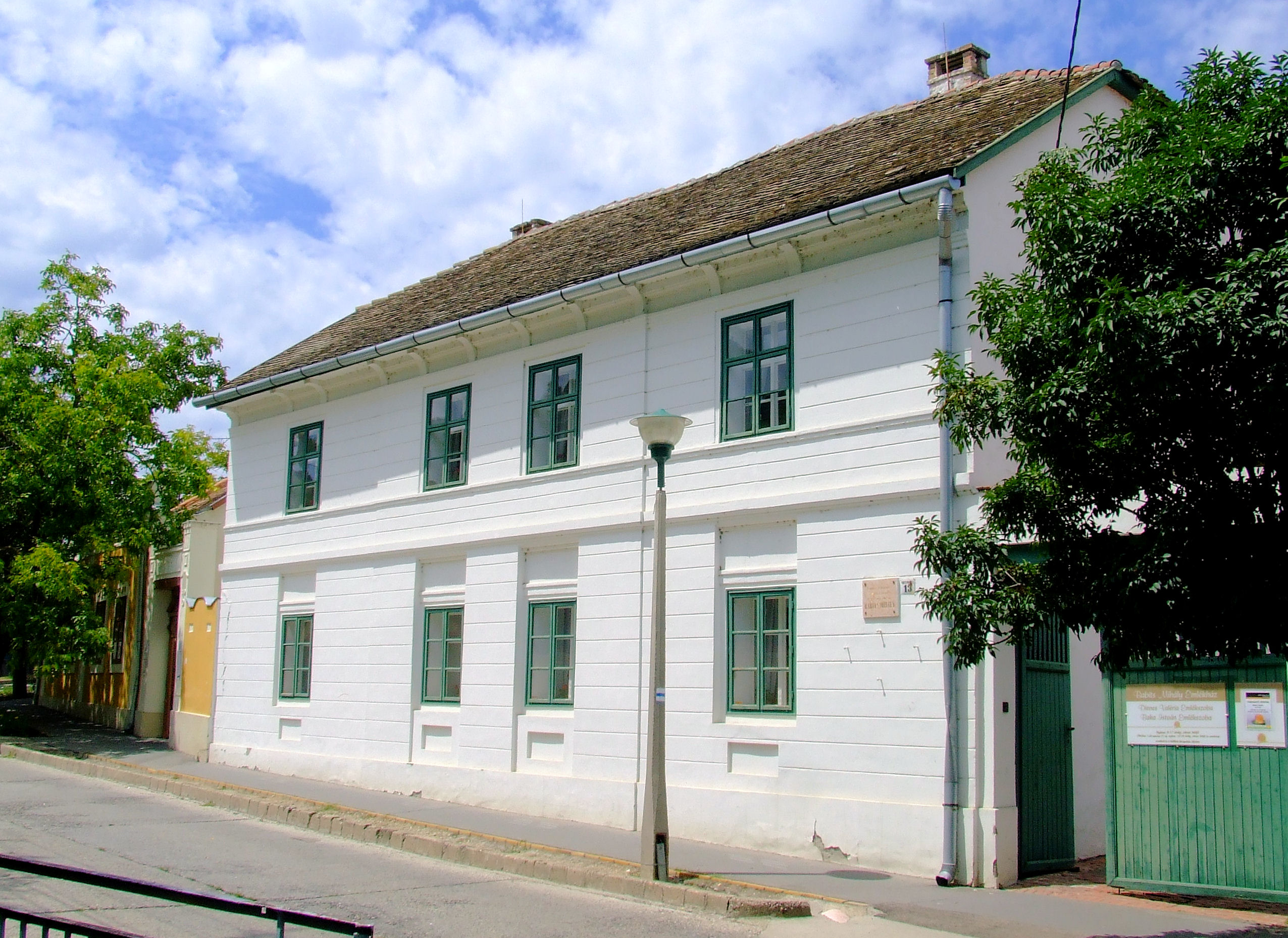
A Babits Mihály Emlékház Szekszárdon

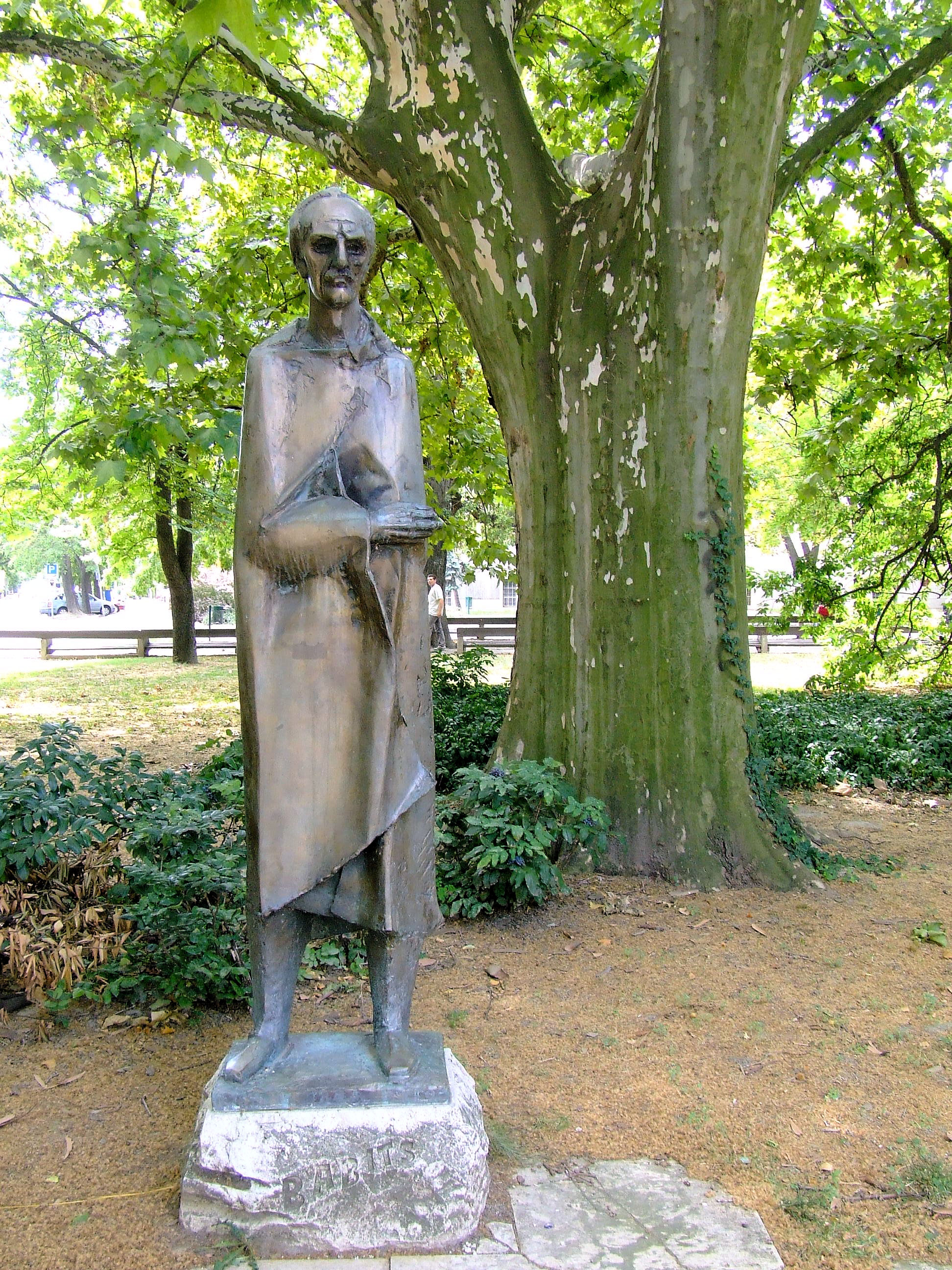
Szobra Szekszárdon, a nevét viselő művelődési ház előtt, Kiss Kovács Gyula alkotása

### Regények
- A gólyakalifa (1913, megjelent: 1916)
- Timár Virgil fia (1922)
- Kártyavár (1923)[* 7]
- Halálfiai (1927)
- Elza pilóta vagy a tökéletes társadalom (1933)

### Verseskötetek
- Levelek Iris koszorújából (1909)
- Herceg, hátha megjön a tél is! (1911)
- Béke és háború közt (1911–13)
- Recitatív (1916)
- Nyugtalanság völgye (1920)[36]
- Sziget és tenger (1925)
- Az Istenek halnak, az ember él (1929)
- Versenyt az esztendőkkel! (1933)
- Összes versei (1938)[37]

#### Kiemelt versei
- In Horatium (1904)
- Óda a bűnhöz (1904)
- Himnusz Irishez (1904)
- A lírikus epilógja (1904)
- Messze… messze… (1907)
- Esti kérdés (1909)
- Május huszonhárom Rákospalotán (1912)
- Húsvét előtt (1916)
- Fortissimo (1917)
- Zsoltár férfihangra (1918)
- A gazda bekeríti házát (1925)
- Cigány a siralomházban (1929)
- Mint különös hírmondó (1930)
- Csak posta voltál (1933)
- Ősz és tavasz között (1936)
- Balázsolás (1937)
- Jónás könyve (1938)
- Jónás imája (1939)

#### Tanulmányok
- Petőfi és Arany (1910)
- Az irodalom halottjai (1910)
- Az ifjú Vörösmarty (1911)
- A férfi Vörösmarty (1911)
- Tanulmány Adyról (1920)
- Bevezetés a "Divina Commedia" olvasásához (1930)
- Írók két háború közt (1941)

#### Egyéb művei
- A második ének
- Barackvirág
- Laodameia

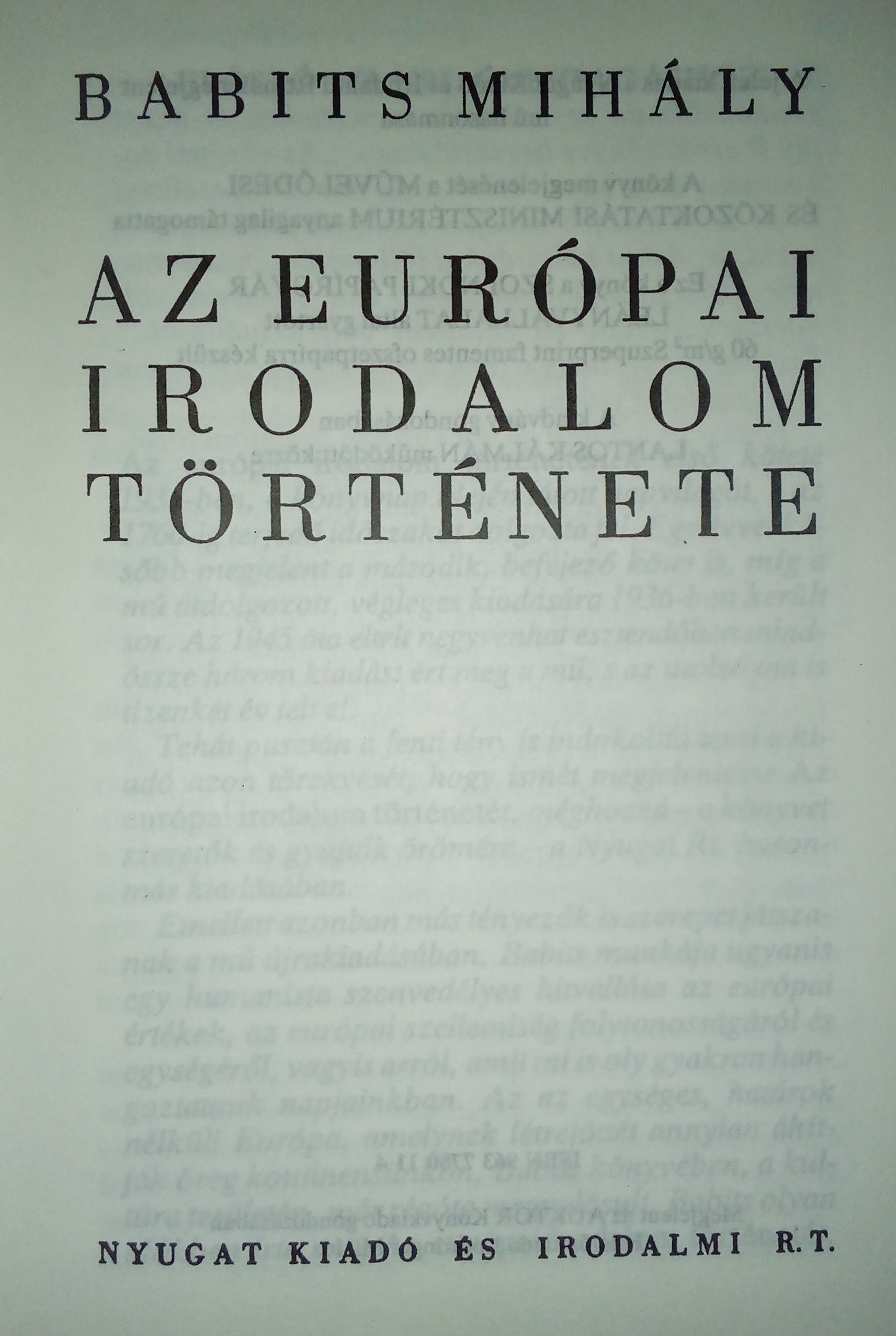
Babits Mihályː Az európai irodalom története (reprint kiadás)

- Az európai irodalom története (1936)
- Hatholdas rózsakert
- Jónás könyve
- Keresztül-kasul az életemen
- Új Leoninusok

### Műfordításai
- Wilde Oszkár verseiből (1916)
- Charles Baudelaire: A Romlás virágai (Tóth Árpáddal és Szabó Lőrinccel közösen)
- Shakespeare: A vihar
- Dante: Isteni színjáték
- Szophoklész: Oidipusz király + Oidipusz Kolónoszban (Babitsnál még „Oedipus” formában szerepel)
- Goethe: Iphigénia Taurisban
- Edgar Allan Poe elbeszélései (Pár szó egy múmiával, A hosszúkás láda, Árny, Metzengerstein, Egy hordó Amontillado, Az Usher-ház vége, Történet a Rongyos Hegyekből, Morella, Az üzletember, A perverzió démona stb.) és versei (A holló, Álomország, Valakinek a Paradicsomban stb.)
- Wilde Oszkár verseiből; Athenaeum, Budapest, 1916 (Modern könyvtár)
- Shakespeare: A vihar. Dráma; Athenaeum, Budapest, 1916
- Immanuel Kant: Az örök béke; ford., bev., jegyz. Babits Mihály; Új Magyarország, Budapest, 1918 (Természet és társadalom)
- Dante komédiája, 1–3. A pokol; A purgatórium, A paradicsom; ford. Babits Mihály; Révai, Budapest, 1912–1922
- Pávatollak. Műfordítások; Táltos, Budapest, 1920
- Goethe: A napló. Költemény; Génius, Budapest, 1921[38]
- Erato. Az erotikus világköltészet remekei; ford. Babits Mihály, [Szabó Lőrinc], ill. François de Bayros; Hellas, Bécs, 1921
- George Meredith: Az önző. Regény, 1–2.; ford. Babits Mihály, Tóth Árpád; Genius, Budapest, 1923
- Charles Baudelaire: Romlás virágai; ford. Babits Mihály, Szabó Lőrinc, Tóth Árpád; Genius, Budapest, 1923 (Nagy írók – nagy írások)
- Theophile Gautier: Kleopatra egy éjszakája; Genius, Budapest, 1923
- Edgar Allan Poe: Groteszk és arabeszk. Elbeszélések és fantáziák; Athenaeum, Budapest, 1928 (Híres könyvek)
- Oedipus király és egyéb műfordítások; Athenaeum, Budapest, 1931
- Amor Sanctus; ford. és magyarázta Babits Mihály; Tipográfiai Műintézet Ny., Budapest, 1933 (A Magyar Szemle könyvei)
- Babits Mihály kisebb műfordításai; Athenaeum, Budapest, 1939 (Babits Mihály összegyűjtött munkái)
- Philomena. Régi ferences himnuszok; ford. Babits Mihály, Geréb László et al.; s. n., Budapest, 1942 (A lelki élet ferences mesterei)
- Drámafordítások; sajtó alá rend. Rozgonyi Iván; Európa–Szépirodalmi, Budapest, 1958 (Babits Mihály Művei)
- Babits Mihály Versfordításai; sajtó alá rend. Rozgonyi Iván; Európa–Szépirodalmi, Budapest, 1961 (Babits Mihály művei)
- Babits Mihály dráma- és prózafordításai; gyűjt., jegyz. Belia György, ill. Borsos Miklós; Szépirodalmi, Budapest, 1980 (Babits Mihály művei)
- Babits Mihály kisebb műfordításai; gyűjt., szöveggond., utószó, jegyz. Belia György, ill. Borsos Miklós; Szépirodalmi, Budapest, 1981 (Babits Mihály művei)

## Bibliográfia
- A Holnap Ady Endre, Babits Mihály, Balázs Béla, Dutka Ákos, Emőd Tamás, Juhász Gyula, Miklós Jutka versei; sajtó alá rend. Antal Sándor; A Holnap Irodalmi Társaság, Nagyvárad, 1908
- A Holnap új versei. Második könyv; összeáll., bev. Kollányi Boldizsár; Deutsch, Budapest, 1909
- Levelek Iris koszorújából; Nyugat, Budapest, 1909
- Két kritika; Nyugat, Budapest, 1911 (Nyugat könyvtár)
- Herceg, hátha megjön a tél is!; Nyugat, Budapest, 1911
- Recitativ; Nyugat, Budapest, 1916
- A gólyakalifa. Regény és néhány novella; Athenaeum, Budapest, 1916 (Athenaeum könyvtár)
- Irodalmi problémák; Nyugat, Budapest, 1917
- Karácsonyi Madonna; Táltos, Budapest, 1920
- Nyugtalanság völgye; Táltos, Budapest, 1920
- Timár Virgil fia; Athenaeum, Budapest, 1922
- Gondolat és írás; Athenaeum, Budapest, 1922
- Aranygaras. Mesék; Athenaeum Ny., Budapest, 1923
- Kártyavár. Egy város regénye; Athenaeum, Budapest, 1923
- Sziget és tenger. Versek; Athenaeum, Budapest, 1925
- Halálfiai. Regény; Athenaeum, Budapest, 1927
- Versek. 1902–1927; Athenaeum, Budapest, 1928
- Az istenek halnak, az ember él. Versek; Athenaeum, Budapest, 1929
- Dante. Bevezetés a Divina Commedia olvasásához; Magyar Szemle, Budapest, 1930 (A Magyar Szemle kincsestára)
- Élet és irodalom; Athenaeum, Budapest, 1930
- A torony árnyéka. Mesék és novellák; Athenaeum, Budapest, 1931
- Új anthológia. Fiatal költők 100 legszebb verse; összeáll. Babits Mihály; Nyugat, Budapest, 1932
- Elza pilóta vagy A tökéletes társadalom; Nyugat, Budapest, 1933 (Nyugat könyvek)
- Versenyt az esztendőkkel! Új költemények 1928–1933; Nyugat, Budapest, 1933 (Nyugat könyvek)
- Az európai irodalom története, 1–2.; Nyugat, Budapest, 1934–1935 (Nyugat könyvek)
- Az európai irodalom története; átdolg., bőv. kiad.; Nyugat, Budapest, 1936
- Hatholdas rózsakert; Athenaeum, Budapest, 1937
- Babits Mihály összes versei. 1902–1937; Athenaeum, Budapest, 1937 (Babits Mihály összegyűjtött munkái)
- Babits Mihály összes novellái; Athenaeum, Budapest, 1938 (Babits Mihály összegyűjtött munkái)
- Ezüstkor. Tanulmányok; Athenaeum, Budapest, 1938 (Babits Mihály összegyűjtött munkái)
- Írás és olvasás. Tanulmányok; Athenaeum, Budapest, 1938 (Babits Mihály összegyűjtött munkái)
- Keresztülkasul az életemen; Nyugat, Budapest, 1939
- Jónás könyve; Nyugat, Budapest, 1939 (kéziratos kiadása)
- Írók két háború közt; Nyugat, Budapest, 1941
- Babits Mihály hátrahagyott versei; sajtó alá rend. Illyés Gyula; Nyugat, Budapest, 1941
- Babits Mihály válogatott versei; Athenaeum, Budapest, 1941 (Athenaeum olvasótára)
- Babits Mihály összes versei; Athenaeum, Budapest, 1942
- A második ének; Nyugat, Budapest, 1942
- Babits Mihály ünnepi beszédei. Születése hatvanadik évfordulójának emlékére; Baumgarten Irodalmi Alapítvány; Budapest, 1943
- Babits Mihály, Juhász Gyula, Kosztolányi Dezső levelezése; Török Sophie gyűjtése alapján sajtó alá rend., jegyz. Belia György; Akadémiai, Budapest, 1959 (Új magyar múzeum Irodalmi dokumentumok gyűjteménye)
- Babits Mihály összegyűjtött versei; sajtó alá rend. Rozgonyi Iván, bev. Szauder József: Babits Mihály költészete; Európa–Szépirodalmi, Budapest, 1961 (Babits Mihály művei)
- Novellák; Európa–Szépirodalmi, Budapest, 1964 (Babits Mihály művei)
- Könyvről könyvre; sajtó alá rend., utószó Belia György; Magyar Helikon–Szépirodalmi, Budapest, 1973
- Babits Adyról. Dokumentumgyűjtemény; vál., szerk., bev. Gál István; Magvető, Budapest, 1975
- Arcképek és tanulmányok; vál., jegyz. Gál István; Szépirodalmi, Budapest, 1977
- Babits Mihály összegyűjtött versei; összeáll., szöveggond., utószó Belia György; Szépirodalmi, Budapest, 1977 (Babits Mihály művei)
- Az irodalom elmélete. Babits Mihály egyetemi előadásai 1919-ben Fábry Zoltán lejegyzésében; bev. Gál István; Ságvári Endre Nyomdaipari Szakközépiskola és Szakmunkásképző Intézet, Budapest, 1978
- Esszék, tanulmányok, 1–2.; összegyűjt., szöveggond., utószó, jegyz. Belia György; Szépirodalmi, Budapest, 1978 (Babits Mihály művei)
- Az európai irodalom olvasókönyve. Töredék és vázlat; sajtó alá rend., előszó Gál István, függelékben Halász Gábor levelei; Magvető, Budapest,1978
- Interjúk Babits Mihállyal; sajtó alá rend., jegyz. Gál István és Téglás János; Nyomdaipari Szakközépiskola, Budapest, 1979
- Babits és Csinszka. Versek, levelek; szerk., bev. Gál István, sajtó alá rend. Téglás János; Ságvári Endre Nyomdaipari Szakközépiskola, Budapest, 1979
- Babits–Szilasi levelezés. Dokumentumok; összeáll., bev. Gál István, sajtó alá rend., jegyz. Kelevéz Ágnes; PIM–NPI, Budapest, 1980 (Irodalmi múzeum)
- Önéletrajzok és interjúk; vál., jegyz. Gál István és Téglás János; Nyomdaipari Szakközépiskola, Budapest, 1980 (A Nyomdaipari Szakközépiskola kiadványai)
- Babits Mihály beszélgetőfüzetei, 1–2.; szöveggond., bev., jegyz. Belia György; Szépirodalmi, Budapest, 1980 (Műhely)
- Halálfiai. A regény első változata. Megjelent a Pesti Naplóban 66 folytatásban; szerk., szöveggond. Téglás János, utószó Gál István, Téglás János; Ságvári Endre Nyomdaipari Szakközépiskola, Budapest, 1981 (A nyomdaipari szakközépiskola kiadványai)
- Művészek levelei Babitshoz; szerk., jegyz. Téglás János, vál. Gál István, Téglás János; Ságvári Nyomdaipari Szakközépiskola és Szakmunkásképző Intézet, Budapest, 1981 (A nyomdaipari szakközépiskola kiadványai)
- A magyar jellemről; előszó, jegyz. Szigethy Gábor; Magvető, Budapest, 1981 (Gondolkodó magyarok)
- Dienesék levelei Babitshoz; szerk., szöveggond., életrajzok, jegyz. Téglás János; Ságvári Nyomdaipari Szakközépiskola és Szakmunkásképző Intézet, Budapest, 1982 (A nyomdaipari szakközépiskola kiadványai)
- Borzasztó a háború… Babits Mihály háborúellenes versei, 1914–1919; összegyűjt. Gál István; Magyar Iparművészeti Főiskola, Budapest, 1983
- Babits és Tessitori Nóra levelezése; összeáll., utószó, jegyz. Téglás János; Ságvári Nyomdaipari Szakközépiskola és Szakmunkásképző Intézet, Budapest, 1983 (A nyomdaipari szakközépiskola kiadványai)
- Babits Mihály ifjúkori írásai. Értekezések, novellák; összeáll., jegyz. Téglás János; Ságvári Nyomdaipari Szakközépiskola és Szakmunkásképző Intézet, Budapest, 1984 (A nyomdaipari szakközépiskola kiadványai)
- Cikkek, interjúk; szerk., vál., szöveggond., jegyz. Téglás János; Ságvári Nyomdaipari Szakközépiskola és Szakmunkásképző Intézet, Budapest, 1984 (A nyomdaipari szakközépiskola és a Zrínyi Nyomda Babits-sorozata)
- Útinapló; vál., szerk. Téglás János; Ságvári Nyomdaipari Szakközépiskola, Budapest, 1984
- Babits és Sárközi György. Levelek, tanulmányok; szerk., vál., szöveggond., jegyz. Téglás János; Ságvári Nyomdaipari Szakközépiskola–Zrínyi Ny., Budapest, 1985 (A nyomdaipari szakközépiskola és a Zrínyi Nyomda Babits-sorozata)
- Aki a kékes égbe néz. Kötetekből kimaradt versek és töredékek; vál., szöveggond., utószó, jegyz. Melczer Tibor; Magvető, Budapest, 1985
- Mit tegyen az író a háborúval szemben? Vitaindító Babits Mihály; szerk., jegyz. Téglás János, előszó Juhász Ferenc; Ságvári Nyomdaipari Szakközépiskola és Szakmunkásképző Intézet, Budapest, 1986 (A nyomdaipari szakközépiskola kiadványai)
- Az írástudók árulása; előszó, jegyz. Szigethy Gábor; Magvető, Budapest, 1986 (Gondolkodó magyarok)
- Babits és Bálint György. Levelek, cikkek, tanulmányok; szerk., jegyz. Téglás János; Ságvári Nyomdaipari Szakközépiskola és Szakmunkásképző Intézet, Budapest, 1987 (A nyomdaipari szakközépiskola kiadványai)
- Tanulmányok, interjúk; szerk., vál., szöveggond., jegyz. Téglás János; Zrínyi Ny., Budapest, 1987 (A nyomdaipari szakközépiskola és a Zrínyi Nyomda Babits-sorozata)
- Babits Mihály novellái és színjátékai; szöveggond., jegyz. Beliáné Sándor Anna; Szépirodalmi, Budapest, 1987 (Babits Mihály művei)
- Babits és Karinthy Frigyes; szerk., vál., szöveggond., jegyz. Téglás János; Ságvári Nyomdaipari Szakközépiskola és Szakmunkásképző Intézet, Budapest, 1988 (A nyomdaipari szakközépiskola és a Zrínyi Nyomda Babits-sorozata)
- Babits és Balázs Béla. Levelek, cikkek, tanulmányok; szerk., jegyz. Téglás János; Ságvári Nyomdaipari Szakközépiskola és Szakmunkásképző Intézet–Athenaeum Ny., 1988 (A nyomdaipari szakközépiskola kiadványai)
- Babits és Pap Károly. Levelek, cikkek; szerk., jegyz. Téglás János; Ságvári Nyomdaipari Szakközépiskola és Szakmunkásképző Intézet–Athenaeum Ny., 1989 (A nyomdaipari szakközépiskola kiadványai)
- A messzeség és az itthoni fű. Cikkek, előadások, nyilatkozatok; vál., szerk., jegyz. Téglás János; Tótfalusi Kis Nyomdaipari Műszaki Szakközép- és Szakmunkásképző Iskola–Athenaeum Ny., Budapest, 1990 (A nyomdaipari szakközépiskola kiadványai)
- Biharfüred. Egy meghiúsult írótalálkozó néhány dokumentuma; szerk., vál., szöveggond., jegyz. Téglás János; Tótfalusi Kis Nyomdaipari Műszaki Szakközép- és Szakmunkásképző Iskola–Zrínyi Ny., 1990 (A nyomdaipari szakközépiskola és a Zrínyi Nyomda Babits-sorozata)
- Dallá ringott bennem kétség és láz. Babits Mihály és Török Sophie szekszárdi levelei; szerk., bev., Vadas Ferenc; sajtó alá rend., jegyz. Csiszár Mirella és Vendel-Mohay Lajosné; Wosinsky Mór Megyei Múzeum, Szekszárd, 1991
- Haza a Telepre. Néhány dokumentum a költő tisztviselőtelepi éveiről; szerk., vál., szöveggond., jegyz. Téglás János; Tótfalusi Kis Nyomdaipari Műszaki Szakközép- és Szakmunkásképző Iskola–Zrínyi Ny., 1991 (A nyomdaipari szakközépiskola és a Zrínyi Nyomda Babits-sorozata)
- Curriculum vitae; vál., szerk., jegyz. Téglás János; Tótfalusi Kis Nyomdaipari Szakközépiskola és Szakmunkásképző Intézet–Athenaeum Ny., 1991 (A nyomdaipari szakközépiskola kiadványai)
- Babits Mihály és Illyés Gyula levelezése. Dokumentumok 1929–1941; összeáll. Takács Mária; Tolna Megyei Könyvtár, Szekszárd, 1992
- Babits Mihály összegyűjtött versei; szöveggond. Kelevéz Ágnes; Századvég, Budapest, 1993 (Századvég klasszikusok)
- „Itt a halk és komoly beszéd ideje”. Interjúk, nyilatkozatok, vallomások; szerk., vál., szöveggond., jegyz. Téglás János; Pátria Ny., Budapest, 1993 (Pátria könyvek)
- Babits-breviárium; vál., szerk., bev. jegyz. Pók Lajos; Babits, Szekszárd, 1993
- Kedves Csinszka! Drága Mis! Babits és Csinszka levelezése, 1919–1920; összeáll., szöveggond., jegyz., utószó Nemeskéri Erika; Pesti Szalon, Budapest, 1994
- Cikkek a Nyugatból, 1908–1919; vál., szerk., jegyz. Téglás János; Tótfalusi Kis Nyomdaipari Műszaki Szakközép- és Szakmunkásképző Iskola–Athenaeum Ny., 1995 (A nyomdaipari szakközépiskola kiadványai)
- Babits Mihály összegyűjtött versei, 1–3.; szerk., utószó Stauder Mária; Unikornis, Budapest, 1997
- „Itt a halk és komoly beszéd ideje”. Interjúk, nyilatkozatok, vallomások; szerk., vál., szöveggond., jegyz. Téglás János; Pauz-Westermann, Celldömölk, 1997 (Babits könyvtár)
- „Engem nem látott senki még.” Babits-olvasókönyv, 1–2.; szerk., vál., szöveggond., utószó, jegyz. Sipos Lajos; Historia Litteraria Alapítvány–Korona, Budapest, 1999
- Kedves Csinszka! Drága Mis! Babits és Csinszka levelezése, 1919–1920; összeáll., szöveggond., jegyz., utószó Nemeskéri Erika; 2. bőv. kiad.; Noran, Budapest, 2004
- S van-e hatalmasabb a gondolatnál? Babits Mihály füveskönyve; vál., szerk., utószó Reisinger János; Lazi, Szeged, 2006
- „Különös emberi háló”. Ami a Babits család levelezéséből kimaradt; összegyűjt., vál., sajtó alá rend. Buda Attila, szülőház tört. Lovas Csilla; Universitas, Budapest, 2006
- Ezeregyéjem: Erdély. Versek Erdélyről; vál., bev. Pomogáts Béla; Pallas-Akadémia, Csíkszereda, 2008
- Próféta a hegyen. Babits Mihály esztergomi versei; összeáll. Tóth Franciska, szerk. Gulya István; Önkormányzat, Esztergom, 2008
- Egyetemi előadások, 1919; Szabó Lőrinc gyorsírásos lejegyzése alapján megfejt., átdolg., sajtó alá rend. Lipa Tímea; Ráció, Budapest, 2014
- „…kinyúlhat égig a lélek…”. Babits Mihály esztergomi versei és esszéi; szerk., utószó, jegyz. G. Tóth Franciska; Önkormányzat, Esztergom, 2016
- „…olvasd el szigorú szemmel cikkemet”. Babits Mihály és Gellért Oszkár Nyugat-levelezése, 1929-1941; sajtó alá rend., jegyz., bev. Buda Attila és Pataky Adrienn; Gondolat, Budapest, 2017

## Kritikai kiadás (1996–)
Szerk. Sipos Lajos, létrehozta a Babits-kutatócsoport, 1996– (Babits könyvtár; Babits Mihály műveinek kritikai kiadása; Babits kiskönyvtár)

## Babits könyvtár(1996–2010)
Szerk. Sipos Lajos, változó kiadókkal, 1996–2010, 15 db
- „Itt a halk és komoly beszéd ideje”. Interjúk, nyilatkozatok, vallomások; szerk., vál., szöveggond., jegyz. Téglás János; Pauz-Westermann, Celldömölk, 1997 (Babits könyvtár, 1.)
- A Babits család levelezése; szerk., vál., szöveggond., bev., jegyz. Buda Attila; Universitas, Budapest, 1996 (Babits könyvtár, 2.)
- A vádlott: Babits Mihály. Dokumentumok 1915–1920; szerk., vál. szöveggond., utószó, jegyz. Téglás János; Universitas, Budapest, 1996 (Babits könyvtár, 3.)
- „Engem nem látott senki még.” Babits-olvasókönyv, 1–2.; szerk., vál., szöveggond., utószó, jegyz. Sipos Lajos; Historia Litteraria Alapítvány–Korona, Budapest, 1999 (Babits könyvtár, 4–5.)
- Babits Mihály Arany Jánosról; szerk., vál., szöveggond., előszó, jegyz. Pienták Attila; ELTE Eötvös, Budapest, 2003 (Babits könyvtár, 6.)
- „…kínok és álmok közt…”. Czeizel Endre, Gyenes György, Harmati Lídia, Németh Attila, Rihmer Zoltán, Sipos Lajos, Szállási Árpád Babitsról; szerk. Sipos Lajos; Akadémiai, Budapest, 2004 (Babits könyvtár, 7.)
- A Baumgarten Alapítvány. Dokumentumok, 1–5.; szerk., bev., jegyz. Téglás János, Argumentum, Budapest, 2003–2007
  - 1. köt. – 1917–1941. 1917. szeptember–1929. június (Babits könyvtár, 8.)
  - 2. köt. – 1917–1941. 1929. július–1935. december (Babits könyvtár, 9.)
  - 3. köt. – 1917–1941. 1936. január–1941. október (Babits könyvtár, 10.)
  - 4. köt. – 1941–1951. 1941. augusztus 14–1947. december 29. (Babits könyvtár, 11.)
  - 5. köt. – 1941–1951. 1948. január 1–1951. május 25. (Babits könyvtár, 12.)
- „Áll az idő és máll a tér”. Babits István levelei a keleti frontról és a hadifogságból, 1915–1920; összeáll., szöveggond., ford., jegyz., bev. Buda Attila; Akadémiai, Budapest, 2005 (Babits könyvtár, 13.)
- Török Sophie naptárai, 1921–1941, 1–2.; szerk., szöveggond., jegyz., bev. Papp Zoltán János; Argumentum, Budapest, 2010
  - 1. köt. – 1921–1933 (Babits könyvtár, 14.)
  - 2. köt. – 1934–1941 (Babits könyvtár, 15.)

## Babits Mihály műveinek kritikai kiadása(1997–)
Készült az ELTE BTK Modern Magyar Irodalomtörténeti Tanszékén, szerk. Sipos Lajos, változó kiadókkal, 1997–

### Regények (1997–)
- A gólyakalifa / Kártyavár; sajtó alá rend. Éder Zoltán et al.; Historia Litteraria Alapítvány–Korona, Budapest, 1997
- Timár Virgil fia; sajtó alá rend. Sipos Lajos; Magyar Könyvklub, Budapest, 2001
- Elza pilóta vagy A tökéletes társadalom; sajtó alá rend. Buda Attila; Magyar Könyvklub, Budapest, 2002
- Halálfiai, 1–2.; sajtó alá rend. Szántó Gábor András, Némediné Kiss Adrien, T. Somogyi Magda; Argumentum, Budapest, 2006

### Levelezése (1998–)
- Babits Mihály levelezése, 1890–1906; sajtó alá rend. Zsoldos Sándor; Historia Litteraria Alapítvány–Korona, Budapest, 1998
- Babits Mihály levelezése, 1907–1909; sajtó alá rend. Szőke Mária; Akadémiai, Budapest, 2005
- Babits Mihály levelezése, 1909–1911; sajtó alá rend. Sáli Erika, Tóth Máté; Akadémiai, Budapest, 2005
- Babits Mihály levelezése, 1911–1912; sajtó alá rend. Sáli Erika; Magyar Könyvklub, Budapest, 2003
- Babits Mihály levelezése, 1912–1914; sajtó alá rend. Pethes Nóra, Vilcsek Andrea; Akadémiai, Budapest, 2007
- Babits Mihály levelezése, 1914–1916; sajtó alá rend. Fodor Tünde, Topolay Ágnes; Argumentum, Budapest, 2008
- Babits Mihály levelezése, 1916–1918; sajtó alá rend. Majoros Györgyi, Tompa Zsófia, Tóth Máté; Argumentum, Budapest, 2011
- Babits Mihály levelezése, 1918–1919; sajtó alá rend. Sipos Lajos; Argumentum, Budapest, 2011
- Babits Mihály levelezése, 1919–1921; sajtó alá rend. Majoros Györgyi, Tompa Zsófia; Argumentum, Budapest, 2012
- Babits Mihály levelezése, 1921–1923; sajtó alá rend. Szőke Mária, jegyz. Sipos Lajos; Argumentum, Budapest, 2014

### Drámák (2003)
- Drámák / Laodameia / A második ének / A literátor / A Simóné háza; sajtó alá rend. Vilcsek Béla; Magyar Könyvklub, Budapest, 2003

### Kisprózai alkotások (2010)
- Kisprózai alkotások; sajtó alá rend. Némediné Kiss Adrien, Szántó Gábor András; Argumentum, Budapest, 2010

### Esszék, tanulmányok, kritikák (2010–)
- Esszék, tanulmányok, kritikák, 1900–1911; sajtó alá rend. Hibsch Sándor, Pienták Attila; Argumentum, Budapest, 2010

## Babits kiskönyvtár(2002–)
Szerk. Sipos Lajos, változó kiadókkal, 2002–
- Sipos Lajos: Új klasszicizmus felé…; Argumentum, Budapest, 2002 (Babits kiskönyvtár, 1.)
- Basch Lóránt: A Baumgarten Alapítvány történetéből. Tanulmányok, cikkek; vál., szerk., jegyz. Téglás János; Argumentum, Budapest, 2004 (Babits kiskönyvtár, 2.)
- Rába György: Az ünneptől a hétköznapi ünnepek felé. Babits és a százéves Nyugat költői; Argumentum, Budapest, 2008 (Babits kiskönyvtár, 3.)
- Közelítések… Babits Mihály életművéről születésének 125. évfordulóján; szerk. Nédli Balázs, Pienták Attila, Sipos Lajos; Savaria University Press, Szombathely, 2008 (Babits kiskönyvtár, 4.)
- Vilcsek Béla: A drámaíró Babits Mihály; Argumentum, Budapest, 2008 (Babits kiskönyvtár, 5.)
- Némediné Kiss Adrien: A magyar „ördögregény”. Babits Mihály: Halálfiai; Argumentum, Budapest, 2008 (Babits kiskönyvtár, 6.)
- Csokonai-Illés Sándor: Babits Mihály és Fogaras; Argumentum, Budapest, 2010 (Babits kiskönyvtár, 7.)
- Haász Gabriella: Babits Mihály és a San Remo-díj; Universitas, Budapest, 2016 (Babits kiskönyvtár, 8.)

### Weboldalak
- Híres örökbefogadók: Török Sophie és Babits Mihály
- Hogy gyűlölhette egymást ennyire Babits Mihály felesége és a lánya?
- Hogyan alakult Babits Mihály örökbefogadott lányának és özvegyének élete?
- Babits Online hangos versei Archiválva 2012. május 1-i dátummal a Wayback Machine-ben
- Babits Mihály a PORT.hu-n (magyarul)
- Babits Mihály művei a Magyar Elektronikus Könyvtárban
- Babits Mihály versei műfordításokban Bábel Web Antológia
- Babits Mihály Petőfi-képe Szántó Gábor András tanulmánya
- Babits Mihály életrajza Sulinet.hu
- Babits szüleinek sírja
- Színházi adattár. Országos Színháztörténeti Múzeum és Intézet. (Hozzáférés: 2025. június 13.)
- A Misztrál együttes Babits Mihály megzenésített verseit tartalmazó lemeze
- Alkotók – Babits Mihály | 100 éves a Nyugat (1908 – 2008). nyugat.oszk.hu. [2018. január 3-i dátummal az eredetiből archiválva]. (Hozzáférés: 2018. január 2.)
- Kiss Eszter: Babits verskéziratai úgy kerültek elő, ahogyan 1908-ban borítékba tette őket. index.hu, 2019. június 27. (Hozzáférés: 2020. január 29.)

### Szakirodalom
- Tűz Tamás: Versenyt az esztendőkkel. Babits Mihály halálának 25. évfordulóján; in: Irodalmi Újság, 1966/13.
- Czeizel Endre: Babits Mihály családfájának kreatológiai értékelése
- Juhász Géza: Babits Mihály; Studium, Budapest, 1928 (Kortársaink)
- József Attila: Az istenek halnak, az ember él. Tárgyi kritikai tanulmány Babits Mihály verseskötetéről; szerzői, Budapest, 1930
- Oláh Gábor: Babits Mihály 25 éve; Városi Ny., Szeged, 1932 (Széphalom-könyvtár)
- Földessy Gyula: Ady értékelése az Új versek megjelenésétől máig. Kosztolányi és Babits szerepe az Ady problémában; Kelet Népe, Budapest, 1939 (A Kelet Népe könyvtára)
- Brisits Frigyes: Babits Mihály; Magyar Irodalomtörténeti Társaság, Budapest, 1941 (Irodalomtörténet III., 1600–1849)
- Kárpáti Aurél: Babits Mihály életműve; Athenaeum, Budapest, 1941
- Gál István: Babits szerepe a magyarországi angol műveltségben; Nagy Ny., Kolozsvár, 1941
- Makay Gusztáv: Babits Mihály, a Szellem költője; Dunántúl Ny., Pécs, 1941
- Babits emlékkönyv; szerk. Illyés Gyula; Nyugat, Budapest, 1941
- Gál István: Babits és az angol irodalom; Tisza István Tudományegyetem, Debrecen, 1942 (Debreceni angol dolgozatok)
- Megyer József: Babits Mihály; Juhász Ny., Szeged, 1942 (A Szegedi Piarista Diákszövetség „Vademecum” füzetei)
- Ferenczy Piroska: Babits és Ady. Két költőtípus a „Nyugat”-ban; Némethy, Budapest, 1942
- Tarcsay Izabella: Babits Mihály személyiségrajza a Rorschach-felvétel alapján; s. n., Budapest, 1941
- Reichard Piroska: A Szentírás Babits Mihály költeményeiben; Franklin Ny., Budapest, 1943
- Pósa Péter: Babits Mihály: „Kártyavár”; Szegedi Ny., Szeged, 1956 (Irodalomtörténeti dolgozatok)
- Éder Zoltán: Ötven éve tanított Újpesten Babits Mihály; Fővárosi Nyomda, Budapest, 1962
- Kiss Ferenc: A beérkezés küszöbén. Babits, Juhász és Kosztolányi ifjúkori barátsága; Akadémiai, Budapest, 1962 (Irodalomtörténeti füzetek)
- Basch Lóránt: Adalék az Ady-Babits kérdéshez; Alföldi Ny., Debrecen, 1964 (A debreceni Kossuth Lajos Tudományegyetem Magyar Irodalomtörténeti Intézetének kiadványai)
- J. Soltész Katalin: Babits Mihály költői nyelve; Akadémiai, Budapest, 1965 (Nyelvészeti tanulmányok)
- Éder Zoltán: Babits a katedrán; Szépirodalmi, Budapest, 1966
- Pók Lajos: Babits Mihály alkotásai és vallomásai tükrében; Szépirodalmi, Budapest, 1967 (Arcok és vallomások)
- Benedek Marcell: Babits Mihály; Gondolat, Budapest, 1969 (Irodalomtörténeti kiskönyvtár. Magyar írók)
- Rába György: A szép hűtlenek. Babits, Kosztolányi, Tóth Árpád versfordításai; Akadémiai, Budapest, 1969 (Irodalomtörténeti könyvtár)
- Formateremtő elvek a költői alkotásban. Babits: Ősz és tavasz között, Kassák: A ló meghal a madarak kirepülnek. Vitaülés. 1968. november 14–15. Előadások és hozzászólások; szerk. Hankiss Elemér; Akadémiai, Budapest, 1971 (MTA Stilisztikai és Verstani Munkabizottságának kiadványai)
- Katona Jenő: Babits Mihály és Esztergom; Esztergomi Babits Mihály Városi Könyvtár, Esztergom, 1971
- Kardos Pál: Babits Mihály; Gondolat, Budapest, 1972
- Vendel-Mohay Lajosné: „Áll a régi ház még …”. Babits Mihály szülőháza; Babits Emlékház, Szekszárd, 1974
- Sipos Lajos: Babits Mihály és a forradalmak kora; Akadémiai, Budapest, 1976 (Irodalomtörténeti füzetek)
- Babits tanár úr; összeáll. Téglás János; Széchenyi István Nyomdaipari Szakközépiskola, Budapest, 1976
- Babits és Tóth Árpád; szerk. Gál István, Téglás János; Ságvári Endre Nyomdaipari Szakközépiskola, Budapest, 1980 (A nyomdaipari szakközépiskola kiadványai)
- Csukly László: Babits Mihály és Esztergom; József Attila Megyei Könyvtár, Tatabánya, 1980 (Komárom megyei honismereti kiskönyvtár)
- Anton N. Nyerges: Babits and Psychoanalysis Christiana; szerzői, Richmond, 1981
- Rába György: Babits Mihály költészete. 1903–1920; Szépirodalmi, Budapest, 1981
- Gál István: Babits ódái Adyhoz és Móriczhoz; Magyar Iparművészeti Főiskola, Budapest, 1982
- Illyés Gyula Babitshoz. Levelek, versek; összeáll., jegyz. Téglás János; Ságvári Endre Nyomdaipari Szakközépiskola és Szakmunkásképző Intézet, Budapest, 1982
- Babits Mihály száz esztendeje. Kritikák, portrék; szerk. Pók Lajos; Gondolat, Budapest, 1983
- Pók Lajos: Babits Mihály 1883–1983; Tudományos Ismeretterjesztő Társulat, Budapest, 1983
- Mint különös hírmondó. Tanulmányok, dokumentumok Babits Mihály születésének 100. évfordulójára; szerk. Kelevéz Ágnes; Petőfi Irodalmi Múzeum–Népművelési Propaganda Iroda, Budapest, 1983
- Apró Ferenc: Babits Szegeden; Somogyi-könyvtár, Szeged, 1983 (A Somogyi-könyvtár kiadványai)
- Rába György: Babits Mihály; Gondolat, Budapest, 1983 (Nagy magyar írók)
- Babits és Esztergom. Vallomások, dokumentumok, emlékek; vál., összeáll. Bodri Ferenc, Téglás János; 54. sz. Ságvári Endre Nyomdaipari Szakközépiskola és Szakmunkásképző Intézet, Budapest, 1983
- Szemelvények a Babits emlékkönyvből; szerk. Illyés Gyula; vál., utószó Téglás János; 54. sz. Ságvári Endre Nyomdaipari Szakközépiskola és Szakmunkásképző Intézet, Budapest, 1983
- Babitsról – Babitsért. A Tolna megyei sajtó elfeledett dokumentumai, 1898–1941; összeáll. Töttős Gábor; Tolna megyei Könyvtár, Szekszárd, 1983
- In memoriam Babits Mihály; szerk. Vadas Ferenc; Béri Balogh Múzeum, Szekszárd, 1983 (Múzeumi füzetek)
- Babits Mihály világa. Centenáriumi emlékülés Kaposváron; szerk. Laczkó András; Kaposvári Városi Tanács V. B.–Somogy megyei Múzeumok Igazgatósága, Kaposvár, 1983
- Száz éve született Babits Mihály. Országos képzőművészeti pályázat, 1983; kiállításrend. Bundev-Todorov Ilona; Babits Emlékbizottság, Esztergom, 1983
- Zsalus-Zajovits Ferenc: Levelek Babitsról; Komárom Megyei Tanács–HN Honismereti Bizottság, Tatabánya, 1983 (Komárom megyei honismereti kiskönyvtár)
- A dal szüli énekesét. In memoriam Babits Mihály; összeáll., szerk. Téglás János; Ságvári Nyomdaipari Szakközépiskola, Budapest, 1983
- Török Sophie Babitsról; szerk., vál., szöveggond., jegyz. Téglás János; Ságvári Nyomdaipari Szakközépiskola, Budapest, 1983 (A nyomdaipari szakközépiskola kiadványai)
- Belia György: Babits Mihály tanulóévei; Szépirodalmi, Budapest, 1983
- Elek Artúr Babitsról. Levelek, tanulmányok; összeáll., jegyz. Téglás János; Ságvári Nyomdaipari Szakközépiskola és Szakmunkásképző Intézet–Athenaeum Ny., Budapest, 1984 (A nyomdaipari szakközépiskola kiadványai)
- Lobbanj föl, új dal, te mindenható! Szülj engem újra, te csodaszép! In memoriam Babits Mihály II.; összeáll., szerk. Téglás János, előszó Keresztury Dezső; Ságvári Nyomdaipari Szakközépiskola–Zrínyi Ny., Budapest, 1984 (A nyomdaipari szakközépiskola és a Zrínyi Nyomda Babits-sorozata)
- Babits és Pécs. Vallomások, dokumentumok, emlékek; vál., összeáll. Tüskés Tibor; Baranya megyei Könyvtár, Pécs, 1984
- Nemes Nagy Ágnes: A hegyi költő. Vázlat Babits lírájáról; Magvető, Budapest, 1984
- Tanulmánygyűjtemény az ELTE XX. Századi Magyar Irodalomtörténeti Tanszéke által hirdetett Babits Mihály életműve hallgatói pályázatra beadott dolgozatokból; szerk. Sipos Lajos; ELTE, Budapest, 1985
- Németh G. Béla: Babits, a szabadító; Tankönyvkiadó, Budapest, 1987
- Barta János: Ma, tegnap, tegnapelőtt. Tóth Árpád, Babits Mihály, Arany János, Gyulai Pál, Kemény Zsigmond; vál., szerk. Imre László; Csokonai, Debrecen, 1990
- Csányi László: Babits átváltozásai; Akadémiai, Budapest, 1990 (Egyéniség és alkotás)
- Külley Lea: „…lengve int búcsút a kert…”; Babits, Szekszárd, 1991
- Keresztury Dezső: Babits. Levelek, tanulmányok, emlékek; szerk., vál., szöveggond., jegyz. Téglás János; Ságvári Nyomdaipari Szakközépiskola és Szakmunkásképző Intézet–Zrínyi Ny., Budapest, 1988 (A nyomdaipari szakközépiskola és a Zrínyi Nyomda Babits-sorozata)
- Pifkó Péter: Esztergom, Babits Mihály Emlékmúzeum; TKM Egyesület, Budapest, 1991 (Tájak, korok, múzeumok kiskönyvtára)
- Töttös Gábor: Babits-titkok nyomában; Szekszárdi Ny., Szekszárd, 1991
- A vádlott: egy Babits-vers. A Fortissimo-ügy aktái, 1917; szerk., vál., szöveggond., jegyz. Téglás János; Tótfalusi Tannyomda, Budapest, 1995
- Babits-emlékbeszédek; Kölcsey Ferenc Gimnázium, Budapest, 1996
- A vádlott: Babits Mihály. Dokumentumok 1918–19-ből; szerk., vál., szöveggond., jegyz. Téglás János; Tótfalusi Tannyomda, Budapest, 1996
- Török Sophie: Naplójegyzetek; vál., szerk., jegyz. Téglás János; Tótfalusi Kis Nyomdaipari Műszaki Szakközép- és Szakmunkásképző Iskola–Athenaeum Ny., Budapest, 1996 (A nyomdaipari szakközépiskola kiadványai)
- Babits és a Petőfi Társaság; szerk., vál., szöveggond., utószó, jegyz. Téglás János; Tótfalusi Tannyomda, Budapest, 1997
- Babits Mihály. Általános és középiskolások számára; összeáll. Karádi Zsolt; Tóth Könyvkereskedés, Debrecen, 1997 (Nagyjaink)
- Kelevéz Ágnes: A keletkező szöveg esztétikája. Genetikai közelítés Babits költészetéhez; Argumentum, Budapest, 1998
- „most én vagyok hang helyetted…”. Török Sophie Babits Mihályról; összeáll., szöveggond., utószó, jegyz. Téglás János; Palatinus, Budapest, 2000
- Miskolczy Ambrus: Szellem és nemzet. Babits Mihály, Szekfű Gyula, Eckhardt Sándor és Zolnai Béla világáról; Napvilág, Budapest, 2001 (Mythologica)
- Sipos Lajos: Írások Babitsról; N. J. Pro Homine, Budapest-Újpest, 2002 („Könyves”-könyvek)
- Éder Zoltán: Régi napok illata. Babits-tanulmányok; Mundus, Budapest, 2002 (Mundus – új irodalom)
- Mayer Erzsébet: „Az értelem iszonyú karma”. Észrevételek Babits Mihályról; Anker-Print, Budapest, 2003
- Sipos Lajos: Babits Mihály; Elektra Kiadóház, Budapest, 2003 (Élet-kép sorozat)
- Gál István: Babits Mihály. Tanulmányok, szövegközlések, széljegyzetek; összeáll. Gál Ágnes, Gál Julianna; Argumentum–OSZK, Budapest, 2003
- Kovács Imre Attila: Érti-e Babits Rortyt? Tanulmányok, esszék; Vörösmarty Társaság–Lánczos Kornél Reálgimnázium, Székesfehérvár, 2003
- Zsoltár férfihangra. Hit és szenvedés Babits műveiben; szerk. Reisinger János; N. J. Pro Homine, Újpest, 2004 ("Könyves" galaxis)
- Pomogáts Béla: Öt költő. Irodalomtörténeti tanulmányok. Ady Endre, Babits Mihály, Illyés Gyula, József Attila, Kosztolányi Dezső erdélyi vonatkozásai; Mentor, Marosvásárhely, 2005
- Margittai Gábor: Nyugtalan klasszikusok. Ars poeticák és arcpoétikák, hagyománytudat Babits Mihály esszéművészetében; Attraktor, Máriabesnyő-Gödöllő, 2005
- Téglás János: Babits-epizódok; Tótfalusi Kis Miklós Nyomdaipari Szakközépiskola és Szakiskola, Budapest, 2005
- Jenei Teréz: Babits szépprózája az alakzatok tükrében. A gólyakalifa című regény vizsgálata alapján; Nemzeti Tankönyvkiadó, Budapest, 2005 (Az alakzatok világa)
- Barlay Ö. Szabolcs: A poézis teológiája. Irodalmi sarok. Váci, Vörösmarty, Reményik, Babits, Kosztolányi, József A., Wass, Mécs; Prohászka Baráti Kör, Székesfehérvár, 2007 (Világnézeti figyelő)
- Balassa Péter: Magatartások találkozója. Babits, Kosztolányi, Móricz; szerk. Szarka Judit, Balassi, Budapest, 2007 (Balassa Péter művei)
- Téglás János: Babits-epizódok II.; Klauzál Gábor Műszeripari Szakközépiskola és Szakiskola, Budapest, 2007
- Buda Attila: Teremtő utánzás. Babits-tanulmányok; Ráció, Budapest, 2007
- Téglás János: Babits-epizódok III. Befejezés; Szily Kálmán Kéttannyelvű Műszaki Középiskola, Szakiskola és Kollégium, Budapest, 2008
- Vilcsek Béla: A drámaíró Babits Mihály; Argumentum, Budapest, 2008 (Babits kiskönyvtár)
- Légy ellenállás. In memoriam Babits Mihály; vál., szerk., összeáll. Ferencz Győző, Nap, Budapest, 2008 (In memoriam)
- Emléklapok Babits Mihály fotóiból és kézirataiból; szerk. Lovas Csilla; Wosinsky Mór Megyei Múzeum, Szekszárd, 2008 (Szekszárdi füzetek)
- Rába György: Az ünneptől a hétköznapi ünnepek felé. Babits és a százéves Nyugat költői; Argumentum, Budapest, 2008 (Babits kiskönyvtár)
- Kelevéz Ágnes: „Kit új korokba küldtek régi révek”. Babits útján az antikvitástól napjainkig; Petőfi Irodalmi Múzeum, Budapest, 2008
- Sipos Lajos: Babits Mihály; jav. kiad.; Babits, Szekszárd, 2008
- Vida Gergely: Babits-olvasatok. Játék, konvenció és trópus a fiatal Babitsnál; Kalligram, Pozsony, 2009
- Bencsics Klára: A ninivei próféta: Babits Mihály; Kanadai Magyarságtudományi Társaság, s.l., 2009 (Lectures and papers in Hungarian studies)
- Költők és koruk. Babits Mihály és József Attila; szerk. N. Horváth Béla; PTE Illyés Gyula Főiskolai Kar, Szekszárd, 2009
- Rockenbauer Zoltán: A halandó múzsa. Ady özvegye, Babits szerelme, Márffy hitvese; Luna, Budapest, 2009
- Engem nem tudtak eloltani. Tisztelet Babits Mihály születésének 125. évfordulóján; szerk. Székely Sz. Magdolna; Illyés Gyula Megyei Könyvtár, Szekszárd, 2009
- Esti kérdés. Az Esztergomban 2009. április 24–26-án rendezett Esti kérdés-konferencia szerkesztett és bővített anyaga; szerk. Fűzfa Balázs; Savaria University Press, Szombathely, 2009 (A tizenkét legszebb magyar vers)
- Szitár Katalin: Hiány-jelek. Babits Mihály, Kosztolányi Dezső és Krúdy Gyula írásművészetéről; Gondolat, Budapest, 2013 (Universitas Pannonica)
- Babits és kortársai; szerk. Majoros Györgyi, Sipos Lajos, Tompa Zsófia; Cédrus Művészeti Alapítvány–Napkút, Budapest, 2015 (Kútfő bibliotéka)
- Mátyus Norbert: Babits és Dante. Filológiai közelítés Babits Mihály Pokol-fordításához; Szt. István Társulat, Budapest, 2015
- „a könyvteremtő ember…”. Írások Babits Mihályról Téglás János tiszteletére; szerk. Káposztay János, Sipos Lajos; Savaria University Press, Szombathely, 2016 (Kézjegy)
- Sipos Lajos: Modernitások, alkotók, párbeszédek. Válogatott tanulmányok és kritikák; Savaria University Press, Szombathely, 2016
- Rippl Dóra: „…jártam ott, hol nincs világos, nincs sötét…”. Filozófia, lélektan és metafizika Babits irodalomelméletében; MMA MMKI–L'Harmattan, Budapest, 2016 (MMA ösztöndíjas tanulmányok)
- Bognár Anna: Babits Mihály és az olasz irodalom; Hungarovox, Budapest, 2017
- Mátyus Norbert: „Gondold tovább ezt a kis kóstolót”. Olasz–magyar filológia; Balassi, Budapest, 2017
- Sebők Melinda: Modern értékőrzők. Tanulmányok, kritikák; Felsőmagyarország, Miskolc, 2017 (Vízjel sorozat)
- Téglás János: Néma interjúk Babits Mihállyal; Hungarovox, Budapest, 2017
- Visy Beatrix: „Nem ahogy ma szokás”. A narráció jegyei, szépirodalmi elbeszélőszerkezetek Babits Mihály Az európai irodalom története című művében; Balassi–OSZK, Budapest, 2017

### Adattárak, segédletek: bibliográfia, fotótéka, kézirattári katalógus, életrajzi kronológia
- Ajánló bibliográfia Babits Mihály születésének 80. évfordulójára; összeáll. Megyei Könyvtár; Megyei Könyvtár, Pécs, 1963 (Bibliográfiai füzetek a Baranya Megyei Tanács Megyei Könyvtárának kiadványai)
- „…külön tér … külön idő…”. Babits Mihály fényképei. Ikonográfia; összeáll. W. Somogyi Ágnes, előszó Keresztury Dezső; NPI, Budapest, 1983 (Fotótéka)
- Babits Mihály bibliográfia; összeáll. Stauder Mária, Varga Katalin; Argumentum–Magyar Irodalom Háza–MTA Irodalomtudományi Intézet, Budapest, 1998
- Babits Mihály kéziratai és levelezése. Katalógus. Levelezés, 1–4.; összeáll. Cséve Anna, Papp Mária; Argumentum–PIM, Budapest, 1993 (Klasszikus magyar írók kéziratainak és levelezésének katalógusai)
- Róna Judit: Nap nap után. Babits Mihály életének kronológiája, 1883–1908; Balassi, Budapest, 2011 (Babits-kronológia)
- Róna Judit: Nap nap után. Babits Mihály életének kronológiája, 1909–1914; Balassi, Budapest, 2013 (Babits-kronológia)
- Róna Judit: Nap nap után. Babits Mihály életének kronológiája, 1915–1920, 1–2.; Balassi, Budapest, 2014 (Babits-kronológia)